# Liste der Stolpersteine in Berlin-Lichterfelde
Die Liste der Stolpersteine in Berlin-Lichterfelde enthält die Stolpersteine im Berliner Ortsteil Lichterfelde im Bezirk Steglitz-Zehlendorf, die an das Schicksal der Menschen erinnern, die im Nationalsozialismus ermordet, deportiert, vertrieben oder in den Suizid getrieben wurden. Die Tabelle erfasst insgesamt 110 Stolpersteine und ist teilweise sortierbar; die Grundsortierung erfolgt alphabetisch nach dem Familiennamen.
| Bild | Name                             | Standort               | Verlegedatum  | Leben |
| ---- | -------------------------------- | ---------------------- | ------------- | --- |
|      | Bianca Abraham                   | Baseler Straße 13      | 3. Juni 2021  | Blume Bianca Abraham kam am 3. Oktober 1871 in Konitz in einer jüdischen Familie zur Welt, sie hatte einen Bruder Paul, der am 6. Januar 1874 geboren war. Sie blieb ledig und wurde Pädagogin. Lange Zeit leitete sie das Jüdische Kinderheim in der Gipsstraße, ein zentrales Kinderheim der Jüdischen Gemeinde in Berlin. Sie hatte in diesem Kinderheim eine Dienstwohnung und stand in einem Dienstverhältnis zur Jüdischen Gemeinde, sie bezog ein Gehalt von über 800 RM. In den 1930er Jahren wurde sie pensioniert, sie lebte von da an in der Baseler Straße 13, einem Israelitischen Lehrerinnenwohnheim. Der letzte, wohl nicht freiwillig gewählte Wohnort war danach in der Iranischen Straße 2. Bianca Abraham wurde am 13. Juli 1942 mit 71 Jahren mit dem „20. Alterstransport“ nach Theresienstadt und von dort am 19. September 1942 in das Vernichtungslager Treblinka deportiert. Ihr Bruder Paul war Zahnarzt geworden und hatte Wally Erna Lindenstrauss geheiratet, die Tochter Ruth wurde am 24. Juli 1912 geboren. Ruth hatte 1936 Kurt Max Lewitt geheiratete und war in die USA ausgewandert. Ihr Vater starb 1942 in Shanghai. Nach dem Krieg stellte Ruth einen Rückerstattungsantrag für die Wohnungseinrichtung sowie Pelzwaren, Radio, Gold, Silber, Schmuck und Bankguthaben ihrer Tante Bianca Abraham. Das Verfahren wurde nach 1966 nicht mehr betrieben, da Ruth Lewitt dann nicht mehr zu ermitteln war. Eine Vermögenserklärung von Bianca Abraham liegt nicht vor. |
|      | Margarete Arnheim                | Baseler Straße 13      | 10. Nov. 2020 | Margarete Dorothea Arnheim kam am 6. Januar 1871 in Elbing als Tochter des Arztes Seelig Aron Arnheim und seiner Frau Mathilde geborene Löwenthal zur Welt. Sie hatte zwei Brüder: den am 25. Juli 1855 geborenen Paul David und den am 9. Juni 1857 geborenen Gustav und vermutlich mehrere Schwestern. Margarete Arnheim war sehr musikalisch, sie studierte von April 1897 bis März 1898 in Berlin an der Königlichen akademischen Hochschule für Musik Klavier. Dann musste sie aus finanziellen Gründen das Studium abbrechen. Sie kehrte nach Elbing zurück und lebte bei ihrer inzwischen verwitweten Mutter in der Fleischerstraße 3, sie arbeitete als Klavierlehrerin. Unter dieser Anschrift lebten auch Clara Arnheim, Musiklehrerin, und Agathe Arnheim, Privatlehrerin. 1934 lebten dort noch Clara und Margarete Arnheim. Vor Juli 1938 wurde Margarete Arnheim aus der Reichsmusikkammer ausgeschlossen, was für sie Berufsverbot bedeutete. Sie zog im November 1938 nach Berlin in das „Israelitische Lehrerinnenheim“, damals Karlstraße 112a, heute Baseler Straße 13. Ende September 1941 mussten alle Bewohnerinnen ausziehen und in das Blinden- und Taubstummenheim in Weißensee in der Parkstraße 22 ziehen. Am Tag der Deportation, am 8. September 1942, schloss Margarete Arnheim einen sogenannten „Heimeinkaufsvertrag“, d. h. sie zahlte 11.800,00 Reichsmark in der Erwartung, einen gesicherten Lebensabend in Theresienstadt verbringen zu können. In ihrem Transport, dem 59. Alterstransport, befanden sich mehrere ehemalige Mitbewohnerinnen aus der Baseler Straße. Margarete Arnheim starb in Theresienstadt am 6. März 1943, angeblich an einem Darmkatarrh. |
|      | Arthur Arnstein                  | Drakestraße 47         | 1. Dez. 2005  | Arthur Arnstein wurde am 18. Juli 1866 als Sohn von Sigmund und Pauline Arnstein (geborene Wallenberg) in Berlin geboren. Zuerst wohnhaft in Charlottenburg arbeitete der promovierte Mediziner ab 1897 in Lichterfelde. Seit September 1897 war er mit Ella Sternberg aus Pasewalk/Pommern verheiratet, das Ehepaar hatte zwei Kinder, Paula (geboren am 20. Juni 1898 in Lichterfelde; gestorben am 31. März 1981 in Berlin-Steglitz) und Vera Ilse Hilda (geboren am 16. Februar 1905 in Lichterfelde; gestorben am 4. März 1916 ebendort; Todesursache laut Sterbeurkunde: Unglücksfall, ausgedehnte Verbrennung durch Kleiderbrand). Seine Frau Ella starb am 25. August 1921 in Lichterfelde, seine Tochter Paula (verheiratet mit Fritz Katzenstein, geboren am 8. Oktober 1891 in Kassel, gestorben am 14. Juni 1975 in Berlin-Zehlendorf) konnte in die USA auswandern. Ab 1902 betrieb er seine eigene Praxis in der Drakestraße 47. Eigentümer des Hauses wurde er 1904. 1915 bekam er den Titel Sanitätsrat verliehen. Seit der Machtergreifung der Nationalsozialisten wurde durch den sogenannten Judenboykott der Betrieb einer Arztpraxis für jüdische Bürger zunehmend schwieriger. Seit 1938 arbeitete er in seiner Praxis unter der Berufsbezeichnung Krankenbehandler. Am 11. September 1942 wurde er in das Ghetto Theresienstadt deportiert. Am 3. November 1942 verstarb er dort. Die angegebene Todesursache ist eine Darmerkrankung. |
|      | Kurt Aron                        | Marschnerstraße 38     | 16. Juli 2007 | Kurt Samuel Aron kam am 3. April 1894 in Berlin als Sohn des Paul Bernhard Aron und dessen Frau Anna Tobia geborene Stern zur Welt, er hatte eine ältere Schwester Lilly Jenny (1889). Nach dem Besuch des Askanischen Gymnasiums legte er 1912 das Abitur ab und studierte in Freiburg, Berlin und München Griechisch, Latein und Geschichte für das Lehramt. Er wurde mit einer Arbeit über „Beiträge zu den Persern des Timotheos“ promoviert. 1925 heiratete er die nichtjüdische Irmgard Wilhelmine Sophie Lachenauer. Die Töchter wurden geboren: 1931 Annemarie Lilly Ruth und 1935 Rosemarie. Kurt Aron war zunächst als Erzieher in einem Kinderheim tätig, sodann arbeitete er an der Staatlichen Augusta Schule in Schöneberg. Ende 1933 wurde er wegen seiner jüdischen Abstammung aus dem Schuldienst entlassen, obwohl er in einer sogenannten privilegierten Mischehe lebte. Kurt Aron arbeitete nun an verschiedenen jüdischen Schulen und versuchte ab 1938 zu emigrieren. Dies gelang jedoch nicht. Als seine Mutter am 13. August 1942 vom Anhalter Bahnhof nach Theresienstadt deportiert wurde, versuchte er, ihr etwas Proviant zuzustecken. Deswegen musste er sich am 14. August 1942 bei der Gestapo melden, wurde wegen „Verstoßes gegen Vorschriften“ verhaftet und 4 Monate später aus der Gestapohaft in das KZ Buchenwald gebracht, am 27. November 1942 wurde er weiter in das KZ Auschwitz deportiert. Als er erkrankte und sich im Häftlingskrankenbau Block 28 befand, wurde er am 3. Dezember 1942 mit einer Phenol-Injektion ermordet. Seine Frau und seine Töchter überlebten in Berlin. |
|      | Johanna Berg                     | Baseler Straße 13      | 29. Juli 2005 | Johanna Berg wurde am 17. April 1861 in Zempelburg, Westpreußen (heute: Sępólno Krajeńskie, Woiwodschaft Kujawien-Pommern) geboren. Sie blieb ledig und wurde Lehrerin. Nach ihrer Pensionierung lebte sie seit 1925 in dem Lehrerinnenwohnheim in der Baseler Straße 13 (damals Karlstraße 112a). Sie musste noch in das Altersheim Iranische Straße 3 ziehen, von dort wurde sie am 14. Juli 1942 zuerst nach Theresienstadt verbracht und später in das Vernichtungslager Treblinka nördlich von Warschau deportiert. Der Zeitpunkt und die Umstände des Todes sind unbekannt. |
|      | Marianne Brach                   | Hartmannstraße 35      | 23. Juni 2023 | Marianne Nathan kam am 13. März 1858 in Berlin als Tochter des Israel Gerson Nathan und seiner Frau Rachel geborene Hirsch zur Welt. Sie heiratete den Kursmakler Georg Felix Brach. Die Kinder kamen zur Welt: Max (1887), Frieda (1889), Edith (1891), Käthe (1892), Otto (1899) und Willy (1900). Die Familie lebte zunächst in Halensee, Küstriner Straße, später im eigenen Haus in Lichterfelde in der Annastraße 1 (später Hartmannstraße 35). Ihr Mann starb 1931. Ihre verheiratete Tochter Edith lebte mit ihrer Familie in der Herwarthstraße 12 a, die 1939 zwangsverkauft werden musste, ihre Tochter und ihr Schwiegersohn zogen zu Marianne Brach in die Hartmannstraße 35. Ihr Schwiegersohn wurde am 27. Mai 1942 in einer Sonderaktion gegen Juden als Vergeltung für den Brandanschlag auf die NS-Propagandaausstellung „Das Sowjet-Paradies“ verhaftet und in das KZ Sachsenhausen gebracht, wo er am 28. Mai 1942 erschossen wurde. Ihre Tochter Edith wurde am 5. Juni 1942 nach Theresienstadt deportiert und am 9. September 1944 weiter in das KZ Auschwitz, wo sie vermutlich im November 1944 ermordet wurde. Marianne Brach wurde am 14. September 1942 nach Theresienstadt deportiert und am 24. September 1942 ermordet, da war sie 84 Jahre alt. Offiziell wurde als Todesursache angegeben „Darmkatarrh“. |
|      | Edith Braun                      | Hartmannstraße 35      | 15. Mai 2006  | Edith Brach kam am 28. (nicht wie es auf dem Stein steht am 29.) Januar 1891 in Berlin als Tochter des Bankbeamten Georg Felix Brach und seiner Frau Marianne geborene Nathan zur Welt. Sie wurde Sängerin und heiratete 1914 in Berlin den Kaufmann Simon Braun, der 1880 in Krakau geboren war. Die Kinder wurden geboren: am 16. November 1914 Joachim Werner, Harry Günther 1916, Gustav 1918 und Helmut Wolf 1919. Die Familie kaufte ein Haus in Lichterfelde, Herwarthstraße 12 a, und Edith Braun wurde als Eigentümerin im Grundbuch eingetragen. Edith Braun war Eigentümerin von zwei Firmen: Fa. Louis Cohn jr. und Fa. Louis Cohn jr. Nachfolger GmbH, Damenkonfektion und Damenkleider, Tauentzienstraße 19 a und Leipziger Straße 115. Alle vier Söhne konnten emigrieren, Ediths Mann Simon wurde am 27. Mai 1942 in einer Sonderaktion gegen Juden als Vergeltung für den Brandanschlag auf die NS-Propagandaausstellung „Das Sowjet-Paradies“ verhaftet und in das KZ Sachsenhausen gebracht, wo er am 28. Mai 1942 erschossen wurde. Edith Braun wurde am 5. Juni 1942 nach Theresienstadt deportiert und am 9. September 1944 weiter in das KZ Auschwitz, wo sie vermutlich im November 1944 ermordet wurde. |
|      | Simon Braun                      | Hartmannstraße 35      | 23. Juni 2023 | Simon Braun kam am 19. Juni 1880 in Krakau/Galizien als Sohn des Direktors Guttmann Gustav Braun und seiner Frau Sara geborene Knopf zur Welt. Er hatte einen älteren Bruder Siegmund, der 1863 geboren war. Simon wurde Kaufmann auf dem Gebiet der Damenkonfektion. Er heiratete 1914 in Berlin die Sängerin Edith Brach. Die Kinder wurden geboren: am 16. November 1914 Joachim Werner, Harry Günther 1916, Gustav 1918 und Helmut Wolf 1919. Simon und Edith Braun kauften ein Haus in Lichterfelde, Herwarthstraße 12 a. Simon Braun war zusammen mit seinem Bruder Siegmund Eigentümer einer Firma S. und S. Braun, Damenkonfektion, mit Sitz am Hausvogteiplatz 3/4. Sein Bruder Siegmund lebte bis zu seinem Tod 1928 im Nebenhaus, Herwarthstraße 13. Alle vier Söhne konnten emigrieren, aber 1939 musste das Haus Herwarthstraße 12 a zwangsverkauft werden. Simon Braun und seine Frau Edith zogen zu der Mutter seiner Frau, Marianne Brach, in die Hartmannstraße 35. Simon Braun wurde am 27. Mai 1942 in einer Sonderaktion gegen Juden als Vergeltung für den Brandanschlag auf die NS-Propagandaausstellung „Das Sowjet-Paradies“ verhaftet und in das KZ Sachsenhausen gebracht, wo er am 28. Mai 1942 erschossen wurde. Seine Frau Edith wurde am 5. Juni 1942 nach Theresienstadt deportiert und am 9. September 1944 weiter in das KZ Auschwitz, wo sie vermutlich im November 1944 ermordet wurde. |
|      | Ellen Carsch                     | Limonenstraße 11       | 5. Okt. 2011  | Ellen Rosalie Minna Rosenberg kam am 4. November 1891 in Berlin als Tochter des Geheimen Baurats Louis Leib Rosenberg und seiner Frau Martha Ulrike geborene Caro zur Welt, ihre Schwester Käthe wurde 1894 in Hannover geboren. Ellen heiratete den Diplom-Ingenieur Carl Waldeck, die Kinder wurden geboren: Ida Ellen (1915), Elfriede Josepha Helene (1918) und Carl (1920). Die Familie gehörte der evangelischen Kirche an. Ellens Mann war technischer Direktor der chemischen Fabriken der Wildermann-Werke in Lülsdorf. Als die Firma Stinnes diese Werke erwarben, kündigte Carl Waldeck seinen Arbeitsvertrag und erhielt eine Abfindung, mit der er das Haus Limonenstraße 11 erwarb. Da er wegen einer Wettbewerbsklausel in Deutschland keine angemessene Stelle fand, ging die Familie nach Rumänien. Während dieses Aufenthalts starb 1924 Carl Waldeck vermutlich an einem Herzinfarkt. Ellen Waldeck kehrte mit den Kindern nach Berlin zurück und zog in die Limonenstraße 11. Ihre inzwischen verwitwete Mutter zog zu ihr. Am 14. Januar 1941 heiratete Ellen Waldeck den evangelischen Kunstmaler Leopold Carsch. Dieser war geschieden und zog zu Ellen in die Limonenstraße. Ellen Carsch musste das Haus Limonenstraße 11 1942 an einen SS-Offizier verkaufen. Sie zog mit ihrem Mann in die Kaiserallee 111, von dort wurden sie am 17. März 1943 nach Theresienstadt deportiert. Leopold Carsch starb dort am 29. März 1943, Ellen Carsch wurde weiter deportiert am 18. Mai 1944 in das KZ Auschwitz, wo sie zu einem unbekannten Zeitpunkt ermordet wurde. Die drei Kinder überlebten in Italien und Manila. |
|      | Leopold Carsch                   | Limonenstraße 11       | 5. Nov. 2011  | Leopold Carsch kam am 9. August 1874 in Essen als eines von elf Kindern des Lehrers Jacob Carsch und seiner Frau Julie geborene Rhé zur Welt. Fünf seiner Geschwister waren bereits tot bei Beginn des Zweiten Weltkriegs. Leopold Carsch wurde Kunstmaler und Graphiker. Er gehörte der evangelischen Kirche an. Zunächst heiratete er Toni Wronsky, der Sohn Helmuth wurde geboren, der 1938 nach Palästina auswanderte. In zweiter Ehe war Leopold verheiratet mit Alice Borchardt, die Zwillinge Alexander und Leonore wurden am 28. März 1913 geboren. Sie wurden 1943 in das KZ Auschwitz deportiert, wo Alexander ermordet wurde, Leonore wurde weiter in das KZ Ravensbrück verschleppt und überlebte. Dritte Ehe von Leopold Carsch war die mit Lydia Voigt, einer Pianistin, die Tochter Ursula wurde geboren. 1941 heiratete Leopold Carsch die verwitwete Ellen Waldeck geborene Rosenberg und zog zu ihr in die Limonenstraße 11. 1942 musste Ellen Carsch das Haus Limonenstraße 11 verkaufen, sie und Leopold Carsch zogen in die Kaiserallee 111. Von dort wurden beide am 17. März 1943 nach Theresienstadt deportiert, wo Leopold Carsch am 29. März 1943 starb. Seine Frau Ellen wurde 1944 weiter in das KZ Auschwitz deportiert und ermordet. Von seinen Geschwistern überlebte nur seine Schwester Emma. |
|      | Arnold Cohn                      | Ostpreußendamm 51      | 7. Juli 2008  | Arnold Cohn kam am 15. Februar 1874 in Kattowitz als Sohn des Valentin Cohn und seiner Frau Marie Marianna geborene Pollack zur Welt. Er hatte drei Schwestern: Johanna (1868), Anna (1870) und Hulda (1876). Er wurde Destillateur und heiratete 1898 in Kattowitz Elisabeth Simenauer. Die Söhne wurden geboren: Valentin (1899), Ernst (1904) und Herbert (1908). Die Familie lebte in Kattowitz in der Grundmannstraße 11, Arnold Cohn soll eine Weingroßhandlung mit dem Namen Cohn & Bock betrieben haben. Die Familie zog in den 1920er Jahren nach Berlin, Arnold Cohn kaufte das Haus Berliner Straße 51 / Ecke Goethestraße 37 und wohnte dort mit seiner Familie. Seine Frau Elisabeth starb 1937. Seine Söhne Herbert und Valentin emigrierten, sie hatten geheiratet und Familien gegründet. Arnold Cohn musste ausziehen und in das Haus Viktoria-Luise-Platz 9 ziehen, von dort wurde er am 19. Januar 1942 nach Riga deportiert und zu einem unbekannten Zeitpunkt ermordet. Sein Sohn Ernst floh nach Frankreich, wurde verhaftet und über das Sammellager Drancy am 26. August 1942 in das KZ Auschwitz deportiert. |
|      | Frank Cohn                       | Drakestraße 47         | 1. Dez. 2005  | Frank Cohn wurde am 29. April 1928 als Sohn von Else Berger (geborene Breslauer am 1. Juli 1886 Berlin; gestorben 7. Oktober 1942 in Lichterfelde) und Walter Paul August Berger (geboren 29. Oktober 1886 Stettin; gestorben 1931 Berlin-Lankwitz) in Berlin-Wilmersdorf geboren. Er wohnte seit 1937 zusammen mit seiner Mutter und der Schwester Marlene in der Schützenstraße 20 in Mariendorf. Dort besuchte er die 8. Volksschule, heute die Johanna-Eck-Schule in Berlin-Tempelhof, und später nach dem Verbot des Schulbesuchs für Juden bis zum 31. März 1942 die 8. jüdische Volksschule. Aus Mariendorf wurde die Familie sehr wahrscheinlich gezwungen nach Lichterfelde umzuziehen, seine letzte Adresse war die Drakestraße 47, er wohnte bei Arthur Arnstein. Dort starb auch seine Mutter Else am 7. Oktober 1942 im Alter von 66 Jahren. Am 4. März 1943 wurde er aus der Drakestraße 47 zusammen mit seiner Schwester (nun verehelichte Kaplan) und ihrem Ehemann Hans Kaplan in das KZ Auschwitz deportiert, wo er zu unbekanntem Zeitpunkt und unter unbekannten Umständen ermordet wurde. |
|      | Margarete Cohn                   | Marschnerstraße 18     | 14. Okt. 2024 | |
|      | Marie Anna Cohn                  | Marschnerstraße 18     | 14. Okt. 2024 | |
|      | Pauline Cohn                     | Goethestraße 37        | 7. Juli 2008  | Pauline Loewe kam am 25. Dezember 1884 in Usch/Posen als Tochter des Ziegeleibesitzers Besser Loewe und seiner Frau Minna geborene Hirschfeld zur Welt. Sie heiratete 1910 in Berlin den Kaufmann Martin Cohn und seit 1914 lebten sie in Lichterfelde, Berliner Straße 51 II, (heute Ostpreußendamm) Ecke Goethestraße. Ihr Mann Martin war Eigentümer des Kaufhauses Alex Hirsch in Steglitz, Stephanstraße 5, bis er am 23. Januar 1929 starb. Bei der Volkszählung 1939 lebte bei ihr ihr jüngerer Bruder Manfred Moses Loewe. Dieser hatte in Leipzig Medizin studiert und war promoviert worden und hatte bis 1936 in Essen als Hautarzt gearbeitet. Die Approbation wurde ihm entzogen, so dass er nun Krankenbehandler war und nur jüdische Patienten behandeln durfte. Vermutlich deswegen zog er zu seiner verwitweten Schwester Pauline. Beide mussten noch umziehen, Pauline in die Hohenstaufenstraße 50, von dort wurde sie am 29. Januar 1943 in das KZ Auschwitz deportiert und vermutlich sofort ermordet. Ihr Bruder befand sich im selben Transport, er wurde aus der Solinger Straße 11 deportiert, wo er als Untermieter bei Marx gelebt hatte. |
|      | Fritz Dalen                      | Hochbergweg 1          | 30. Nov. 2012 | Friedrich (Fritz) Wilhelm Franz Dalen kam am 10. Dezember 1880 in Bromberg (Posen)/Bydgoszcz als zweitältester Sohn des Geheimen Oberregierungsrats Robert Davidsohn und seiner Frau Gertrud geborene Friedenthal zur Welt. Sein älterer Bruder war Werner Paul Robert, der jüngere Ernst Otto Kurt. Der jüngste Bruder Max Anselm Ernst starb 1916 im Ersten Weltkrieg als Flieger. 1904 ließ der Vater Robert den Familiennamen in Dalen ändern. Die Familie gehörte der evangelischen Religionsgemeinschaft an. Fritz Dalen studierte Jura und wurde 1906 an der Universität Leipzig über „Das Immissionsrecht des Bürgerlichen Gesetzbuches und der Gewerbeordnung“ promoviert. Er blieb ledig, wurde Rechtsanwalt und Notar in Berlin und wohnte im eigenen Haus in Lichterfelde, Ulmenstraße 1 (heute Hochbergstraße). Am 28. Januar 1936 wurde seine Zulassung als Rechtsanwalt gelöscht. 1937 wurde ihm das Eigentum an seinem Haus entzogen, er musste in eine Mietwohnung gegenüber ziehen. Am 1. März 1941 wählte Fritz Dalen angesichts der bevorstehenden Deportation die Flucht in den Tod. Sein letzter Wohnsitz war die Joachim-Friedrich-Straße 7. Seine als Erbin eingesetzte Haushälterin Wally Schentke erbte nichts, Fritz Dalen soll eine umfangreiche Kunstsammlung besessen haben. Am 30. November 2012 wurden außerdem Stolpersteine für seine Brüder Kurd Dalen (ebenfalls in Lichterfelde) und Werner Paul Robert Dalen (in Zossen) verlegt. |
|      | Kurd Dalen                       | Drakestraße 59         | 30. Nov. 2012 | Ernst Otto Kurt (nicht Kurd) Dalen kam am 19. Dezember 1884 in Potsdam als dritter Sohn des Geheimen Oberregierungsrats Robert Davidson und seiner Frau Gertrud geborene Friedenthal. Seine Brüder waren Werner Paul Robert und Friedrich Wilhelm Franz. Der jüngste Bruder Max Anselm Ernst starb als Flieger im Ersten Weltkrieg. Robert Davidsohn hatte den Familiennamen 1904 in Dalen ändern lassen. Kurt Dalen machte Abitur am Dom-Gymnasium in Magdeburg, studierte Jura in München, Breslau und Halle und wurde 1913 in Heidelberg promoviert mit einer Arbeit über die Haftung für Automobilschäden. 1921 war er Syndikus und lebte im Haus seiner Mutter in Lichterfelde, Bismarckstraße 15. Als seine Mutter verzog, übernahm er das Haus als Eigentümer. Er heiratete 1921 die nichtjüdische Margarete Lukszat, die Ehe blieb kinderlos. In den Folgejahren wurde er Direktor, er soll auch eine Zeit lang in Meran gelebt haben. 1935 wohnte er in der Drakestraße 59, wo nun auch wieder seine Mutter lebte. Zusammen zogen sie nach Alzing, Siegsdorf, Kreis Traunstein, wo seine Mutter 1939 verstarb. Am 15. September 1941 starb Kurt Dalen im Krankenhaus in Traunstein, Todesursache war inneres Verbluten durch eine Schussverletzung der linken Lunge, er hatte Suizid begangen. Am 30. November 2012 wurden Stolpersteine für seine Brüder Fritz Dalen (ebenfalls in Lichterfelde) und Werner Paul Robert Dalen (in Zossen) verlegt. |
|      | Max Ebel                         | Hindenburgdamm 118     | 16. Juni 2018 | Max Ebel kam am 18. Juli 1878 in Rixdorf als Sohn des Schuhmachers Franz Ebel und seiner Frau Friederike geborene Zorn auf die Welt, er hatte einen Bruder und eine Schwester. Er wurde Schriftsetzer und ging für einige Jahre auf die „Walz“. In dieser Zeit schloss er sich der SPD an. In Berlin heiratete er Betty Arlt, 1904 und 1910 wurden zwei Söhne geboren. Max Ebel wirkte aktiv im Verein der Berliner Buchdrucker mit und im Vorstand der Ortskrankenkasse für das Buchdruckerhandwerk. Beim Kapp-Putsch im Frühjahr 1920 wirkte er wesentlich mit an der Organisation des Zeitungsstreiks gegen die versuchte Diktatur. Er verlor seine Stelle beim Allgemeinen Deutschen Gewerkschaftsbund (ADGB) wegen dessen wirtschaftlicher Lage, übernahm ab 1924 die geschäftliche Leitung von Ambulatorien, die die ärztliche Versorgung der Arbeiterschaft sicherstellen sollten. Max Ebel wurde nach dem „Tag von Potsdam“ (21. März 1933) in „Schutzhaft“ genommen wurde. Ihm wurde vorgeworfen, eine Viertelmillion Reichsmark veruntreut zu haben. Vom 30. März bis zum 8. April 1933 war er im Strafgefängnis Berlin-Plötzensee in „Schutzhaft“. Zwei Tage später, am 10. April 1933, wurde Max Ebel vor seiner Arbeitsstelle am Alexanderplatz verhaftet und im SA-Gefängnis Papestraße in der Kaserne der „SA-Feldpolizei“ (ab 26. April 1933 Teil der „Geheimen Staatspolizei“) in der General-Pape-Straße in Berlin-Schöneberg erneut festgesetzt. Ausweislich einer Sterbeurkunde des Standesamts Schöneberg vom 12. April 1933 sei Max Ebel am 11. April 1933 in dem Keller tot aufgefunden worden. Behauptet wurde eine Selbsttötung von Max Ebel. Jedoch wies sein Körper nach Aussage seiner Schwester, die ihn identifizieren musste, so schwerwiegende Verletzungen auf, dass eine Selbsttötung sicher auszuschließen war. Beigesetzt wurde Max Ebel auf dem Parkfriedhof Berlin-Lichterfelde. |
|      | Hans Ellstaetter                 | Schöppinger Straße 2   | 22. Juli 2013 | Hans Ellstaetter wurde am 6. Dezember 1914 in Berlin geboren. Kurz nach der Geburt wurde er von dem jüdischen Ehepaar Toni und Karl Ellstaetter adoptiert und wuchs in Grunewald am Seebergsteig 13–17 (jetzt Toni-Lessler-Straße) auf. Nach Grundschule und Gymnasium ging er 1928 in das Internat „Le Rosey“ in der Schweiz. 1931 kehrte er nach Berlin zurück und begann eine kaufmännische Ausbildung bei Daimler-Benz. Um 1933 gelang es der Familie Ellstaetter, für Hans und die vier Jahre jüngere Adoptiv-Halbschwester Eva Ariernachweise zu erlangen. 1935 trat Hans Ellstaetter seinen Dienst bei der Wehrmacht an. Zeitweilig war er bei der Legion Condor im Spanischen Bürgerkrieg eingesetzt. Dort traf er Gleichgesinnte, die im anonymen Widerstand aktiv waren. Sie trafen sich in Berlin im Sportverein Sportkameraden (SK) und möglicherweise auch im Grunewald Tennisclub (GTC). Beim Sport lernte Hans Ellstaetter Susanne Kreis, geboren am 23. August 1918 in Kolmar als Tochter von Fritz und Antonie Kreis, kennen. Sie hatte eine Ausbildung an der Haushaltungsschule Wilmersdorf gemacht und war von 1936 bis 1939 beim Carl-Duncker-Verlag als Bürofachfrau angestellt. 1939 heirateten Hans und Susanne Ellstaetter. Mit anderen Sportvereinsmitgliedern versuchten sie untergetauchten und von der Deportation bedrohten Juden zu helfen. Ihre beiden Kinder Sybille und Jutta wurden von der Großmutter betreut. Auch Eva Ellstaetter gehörte zu diesem Widerstandskreis, ebenso der Sport- und Familienfreund Kurt Hansen, geboren am 4. November 1915 in Flensburg. Nachdem Hans Ellstaetter an verschiedenen Orten bei der Wehrmacht eingesetzt war, wurde er 1940 in Paris zu einer Flugzeugmotorenfabrik abgeordnet, die zu Daimler-Benz gehörte. In dieser Zeit pendelte er regelmäßig zwischen Paris und Berlin und nutzte diese Möglichkeit für Kurierdienste und um Wertgegenstände wie Schmuck, Geld und Dokumente verfolgter Juden außer Landes zu schmuggeln, oft eingenäht in Militärmäntel. Diese Widerstandsaktivitäten flogen auf, vermutlich ist Hans Ellstaetter denunziert worden. Er wurde am 1. Februar 1942 erneut einberufen und als Unteroffizier an die Ostfront strafversetzt. Dort ist er am 5. April 1942 bei Smolensk gefallen. Ein weiterer Stolperstein liegt für Hans Ellstaetter in Grunewald, Toni-Lessler Straße 13–15. |
|      | Susanne Ellstaetter              | Schöppinger Straße 2   | 22. Juli 2013 | Susanne Kreis, geboren am 23. August 1918 in Kolmar als Tochter von Fritz und Antonie Kreis, lernte Hans Ellstaetter beim Sport kennen. Sie hatte eine Ausbildung an der Haushaltungsschule Wilmersdorf gemacht und war von 1936 bis 1939 beim Carl-Duncker-Verlag als Bürofachfrau angestellt. 1939 heirateten Hans und Susanne Ellstaetter. Susanne Ellstaetter wirkte weiter im anonymen Widerstand. Die häufigen Eintragungen im Kalender 1942/43 „Sport, Sport, Sport“ deuten darauf hin, dass sie die Kontakte im Verein weiter für verbotene Aktivitäten nutzte. Ihre beiden Kinder Sybille und Jutta wurden von der Großmutter betreut. Kurt Hansen, der zu dieser Gruppe gehörte, war als Obergefreiter bei der 22. Motorisierten Kompanie im Luftnachrichten-Versorgungs-Regiment in Zehlendorf stationiert. In einem Brief an Susanne Ellstaetter vom 22. Juli 1943 schrieb er: „… Übrigens scheint da irgendwas gegen mich zusammengebraut zu sein, denn heute soll ich zu irgendwas vernommen werden, zu was, weiß ich noch nicht. Ich weiss nur, dass man eine dicke Sache daraus machen will …“ Der Brief endete: „Es könnte ja immerhin die Möglichkeit bestehen, dass ich dich noch ernstlich brauche.“ Was danach geschah, ist nicht überliefert. Jedenfalls nahm offenbar der Druck zu und den Freunden wurde die Ausweglosigkeit ihrer Situation klar. Am 4. Oktober 1943 trafen sie sich ein letztes Mal in der Wohnung in der Schöppinger Straße 2 – wohl in der Absicht, gemeinsam aus dem Leben zu scheiden. Kurt Hansen erschoss zunächst Susanne Ellstaetter und dann sich selbst. Die Geheime Staatspolizei (Gestapo) versiegelte unmittelbar nach dem gemeinsamen Tod die Wohnung, die Gefahr war also akut gewesen. Die von einem Pfarrer informierte Eva Poch, geborene Ellstaetter, war dabei, als die Leiche Susanne Ellstaetters an einer Friedhofsmauer in Gesundbrunnen verscharrt wurde; eine Grabstelle war kurz danach nicht mehr auffindbar. Weitere Belege für die lebensgefährlichen Widerstandsaktivitäten von Hans und Susanne Ellstaetter gibt es nicht, da es sich um einen geheimen und namenlosen Widerstandskreis handelte, der mit Decknamen und Tarnadressen operierte und dessen Handeln nur aus wenigen Quellen rekonstruierbar ist. „Gefragt hat nie jemand was. Es lag ein Mantel des Schweigens über der Organisation“, erinnerte sich Eva Ellstaetter. Ein weiterer Stolperstein liegt für Susanne Ellstaetter in Grunewald, Toni-Lessler Straße 13–15. |
|      | Fritz Elsas                      | Patschkauer Weg 41     | 30. Nov. 2009 | |
|      | Georg Johannes Friedrich Epstein | Potsdamer Straße 32    | 1. Dez. 2005  | |
|      | Albert Friedländer               | Finckensteinallee 90   | 26. Apr. 2014 | Albert Friedländer kam am 15. September 1869 in Oppeln, Schlesien (heute: Opole, Woiwodschaft Opole) als Sohn des Brauereibesitzers Siegfried Friedländer und seiner Frau Ida geborene Ring zur Welt. Er hatte einen Bruder Victor, der vermutlich in den 1930er Jahren in die USA auswanderte. Albert studierte Chemie in Heidelberg und Berlin und wurde promoviert. 1902 heiratete er Gertrud Schüller, in Berlin wurden die Kinder Jula Therese (1906) und Heinz Siegfried (1908) geboren. Albert Friedländer kämpfte im Ersten Weltkrieg und erhielt das Eiserne Kreuz II. Klasse. 1921 zog die Familie nach Nürnberg, wo Albert Friedländer als Leiter des Labors der Chemisch-Pharmazeutischen Fabrik Ludwig Heumann & Co. tätig war. Seine Frau Gertrud starb 1932 in Nürnberg, sein Sohn Heinz Siegfried wanderte 1936 nach Südafrika aus. Albert Friedländer versuchte zusammen mit seiner Tochter Jula Therese ebenfalls dorthin zu emigrieren, dies gelang jedoch nicht, weil er weder eine Auszahlung seines letzten Arbeitgebers, der Firma Gödecke, erhielt noch den beantragten Reisepass. Er wohnte mit seiner Tochter Jula Therese und seiner verwitweten Schwägerin Elfriede Messow in Lichterfelde, Finckensteinallee 90, bis sie zusammen am 29. Oktober 1941 nach Litzmannstadt deportiert wurden. Albert starb in Litzmannstadt am 20. Februar 1942, als Todesursache ist „Ruhr“ vermerkt. |
|      | Jula Therese Friedländer         | Finckensteinallee 90   | 26. Apr. 2014 | Jula Therese Friedländer kam am 28. Januar 1906 in Berlin als Tochter des Chemikers Albert Friedländer und seiner Frau Gertrud geborene Schüller zur Welt, ihr Bruder Heinz Siegfried wurde 1908 geboren. Ihr Vater kämpfte im Ersten Weltkrieg und erhielt das Eiserne Kreuz II. Klasse. 1921 zog die Familie nach Nürnberg, wo Albert Friedländer als Leiter des Labors der Chemisch-Pharmazeutischen Fabrik Ludwig Heumann & Co. tätig war. Julas Mutter Gertrud starb 1932 in Nürnberg, ihr Bruder Heinz Siegfried wanderte 1936 nach Südafrika aus. Albert Friedländer versuchte zusammen mit Jula Therese ebenfalls dorthin zu emigrieren, dies gelang jedoch nicht, weil er weder eine Auszahlung seines letzten Arbeitgebers, der Firma Gödecke, erhielt noch den beantragten Reisepass. 1939 wohnten Albert, Jula Therese Friedländer und ihre verwitwete Tante Elfriede Messow in Lichterfelde in der Finckensteinallee 90. Von dort wurden sie gemeinsam nach Litzmannstadt am 29. Oktober 1941 deportiert, wo ihr Vater starb. Jula und ihre Tante mussten noch den Transport in das Vernichtungslager Kulmhof am 4. Mai 1942 erdulden, wo beide sofort ermordet wurden. |
|      | Erna Friedländer                 | Drakestraße 47         | 1. Dez. 2005  | Erna Eva Emma Friedländer wurde am 8. April 1902 in Berlin geboren und war das Kind von Gertrud (geboren als Wolffenberg am 9. Februar 1872 in Gollnow, gestorben am 11. März 1941 in Lichterfelde) und Alex Seelig (geboren am 12. Oktober 1865 in Schwedt, am 11. September 1942 nach Theresienstadt deportiert, am 29. September 1942 weiter in das Vernichtungslager Treblinka und dort ermordet). Ihre Geschwister waren Siegfried Willy (geboren am 30. Juni 1898 in Berlin) und Hilde Clara (geboren am 17. April 1906 in Berlin). Am 12. Mai 1928 hat sie in Lichterfelde Kurt Julius Friedländer geheiratet. Im Mai 1939 wohnte sie zusammen mit ihrem Mann im Wohnhaus ihres Vaters Alex Seelig in der Baseler Straße 27 in Lichterfelde. Bis zu ihrer Deportation war sie eine Zwangsarbeiterin und lebte gemeinsam mit ihrem Ehemann in dem Haus Drakestraße 47. Am 4. März 1943 wurde sie in das Lager Auschwitz deportiert, wo sie zu einem unbekannten Zeitpunkt verstarb. |
|      | Kurt Julius Friedländer          | Drakestraße 47         | 1. Dez. 2005  | Kurt Julius Friedländer wurde am 14. August 1904 in Berlin geboren. Seine Eltern waren Moritz Friedländer (geboren am 15. April 1872 in Rößel/Ostpreußen; gestorben am 21. Mai 1940 in Berlin) und Anna Elise Margarete Friedländer (am 22. Juli 1881 in Wriezen geborene Friedrich; gestorben am 9. März 1945), sie hatten am 31. Oktober 1903 in Berlin-Weißensee geheiratet. Am 5. Januar 1907 wurde sein Bruder Herbert in Berlin geboren. Kurt Julius war seit dem 12. Mai 1928 mit Erna Friedländer (geborene Seelig) verheiratet. Im Mai 1939 zur Volkszählung wohnte er zusammen mit seiner Frau in der Baseler Straße 27 in Lichterfelde, es war das Wohnhaus seines Schwiegervaters Alex Seelig. Später erfolgte dann noch ein zwangsweiser Umzug in die Drakestraße 47. Am 4. März 1943 wurde er gemeinsam mit seiner Frau in das Lager Auschwitz deportiert, wo er am 31. Dezember 1943 zu Tode kam. Sein Bruder Herbert überlebte den Holocaust, auf welche Weise ist unbekannt. Eventuell schützte ihn der Status nach den Nürnberger Gesetzen als Halbjude vor einer Deportation bis zum Kriegsende. Im Gegensatz dazu galt sein Bruder Kurt Julius nach diesen Gesetzen als Geltungsjude, da seine Ehefrau mit mehr als zwei Großeltern jüdischer Abstammung war, für sie beide gab es keinen Schutz vor Deportation und Ermordung. Im Juli 1943 wurde in einem Bericht der Gestapo fälschlicherweise sein Tod festgestellt, um sein Vermögen zu verwerten. Im Mai 1947 wurde er als Displaced Person zur Auswanderung nach New York in die USA registriert. 1955 und 1957 klagte er aus den USA für das geraubte Eigentum seines Bruders auf Wiedergutmachung. Er starb am 26. Dezember 1966 in Redondo Beach, Kalifornien/USA. |
|      | Arthur Goldstein                 | Kyllmannstraße 22      | 8. Juni 2005  | Arthur Goldstein kam am 29. Januar 1878 in Cottbus als Sohn des Spediteurs Paul Goldstein und seiner Frau Hulda geborene Krimmer zur Welt. Er hatte zwei Brüder: Erich (1883) und Richard Joseph (1874). Arthur wurde Kaufmann und zog nach Berlin, wo er 1902 Rosa Fuchs heiratete. Die Tochter Alice Rosalie kam am 2. Januar 1904 auf die Welt, verstarb aber bereits 1913. Das Ehepaar lebte seit 1910 in Charlottenburg, Dahlmannstraße 11. Arthur Goldstein war damals Direktor. Anfang der 1930er Jahre zog das Paar nach Schlachtensee in die Viktoriastraße 22 und ab 1938 in die Kyllmannstraße 22 nach Lichterfelde. Am 28. März 1942 wurde Arthur Goldstein mit seiner Frau Rosa nach Piaski-Trawniki deportiert und dort im April 1942 ermordet. Sein Bruder Erich floh mit seiner Frau Rosa geborene Blau und dem Sohn Heinz Paul Felix (1916) nach Schweden, der Bruder Richard floh mit seiner Frau Else geborene Leipziger 1940 nach Bratislawa, um von dort mit dem Raddampfer Pentcha nach Palästina zu emigrieren. Der Raddampfer sank in der Nähe von Rhodos und die Schiffbrüchigen kamen in ein Internierungslager in Kalabrien, nach Ferramonti. Richard Goldstein starb dort 1943, seine Frau konnte 1944 nach Palästina emigrieren. |
|      | Charlotte Goldstein              | Jungfernstieg 18       | 7. Okt. 2022  | Charlotte Goldstein kam am 31. Januar 1891 in Berlin als drittes Kind ihrer Eltern, des praktischen Arztes Max Goldstein und seiner Frau Juli geborene Oestreicher, zur Welt. Ihr 1887 geborener Bruder Willibald war früh verstorben, ihr älterer Bruder Fritz war 1888 geboren, die jüngere Schwester Elisabeth 1893 und ihre jüngste Schwester Sophie 1895. Ihr Vater hatte mit Albert Lilienfeld 1889 das Gesellschaftshaus in Lichterfelde, Jungfernstieg 14, erworben und ein Sanatorium für Nervenkranke und Erholungsbedürftige – das Goldstein Sanatorium – eingerichtet. Charlotte Goldstein besuchte zunächst die Gemeindeschule, später die Höhere Töchterschule in der Berliner Straße, dem heutigen Ostpreußendamm. Sie heiratete 1916 den Nervenarzt Martin Goldstein und wohnte mit ihm und ihren Söhnen Helmut (1917), Max (1919) und Joachim (1920) weiter im Haus Jungfernstieg 18. 1918 starb ihr Vater, daraufhin übernahm ihre Mutter Julie die Leitung des Sanatoriums. 1926 starb ihr Mann und 1935 ihre Mutter Julie. Nun übernahm Charlotte die Leitung des Sanatoriums. Der größte Teil ihrer Familie emigrierte vor 1939 nach Schweden, Charlotte verpachtete das Sanatorium unter dem Druck der Verhältnisse an die Reichsvereinigung der Juden in Deutschland. Im Mai 1940 emigrierte Charlotte nach Schweden, wo sie 1978 starb. |
|      | Helmut Goldstein                 | Jungfernstieg 18       | 7. Okt. 2022  | Helmut Goldstein kam am 12. Juli 1917 in Berlin als Sohn des Nervenarztes Martin Goldstein und seiner Frau Charlotte geborene Goldstein zur Welt. Seine Geschwister waren Max (1919) und Joachim (1920). Er besuchte die Grundschule in der Kastanienstraße, sodann das Schillergymnasium in der Berliner Straße (heute Ostpreußendamm). 1926 starb der Vater. Im Jahr 1936 machte Helmut Abitur und begann an einer Hachschara-Stätte eine landwirtschaftliche Ausbildung, die ihn auf die Alija (Einwanderung) nach Erez Israel vorbereiten soll, im Sommer 1938 gelang ihm die Emigration nach Schweden. |
|      | Joachim Goldstein                | Jungfernstieg 18       | 7. Okt. 2022  | Joachim Franz Goldstein kam am 11. November 1920 in Berlin als Sohn des Nervenarztes Martin Goldstein und seiner Frau Charlotte geborene Goldstein zur Welt. Seine Geschwister waren Helmut (1917) und Max (1919). Er besuchte die Grundschule in der Kastanienstraße, ab Frühjahr 1930 das Schillergymnasium in der Berliner Straße (heute Ostpreußendamm). 1926 starb der Vater. Joachim konnte noch im Frühjahr 1938 sein Abitur am Schillergymnasium machen. Im Januar 1939 gelang ihm mit gerade einmal 18 Jahren die Flucht nach Schweden. |
|      | Max Goldstein                    | Jungfernstieg 18       | 7. Okt. 2022  | Max Goldstein kam am 20. Februar 1919 in Berlin als Sohn des Nervenarztes Martin Goldstein und seiner Frau Charlotte geborene Goldstein zur Welt. Seine Geschwister waren Helmut (1917) und Joachim (1920). Er besuchte die Grundschule in der Kastanienstraße, sodann das Schillergymnasium in der Berliner Straße (heute Ostpreußendamm). 1926 starb der Vater. 1938 machte er sein Abitur und folgte seinem Bruder Helmut nach Schweden. Dort beginn er am 5. Februar 1946 Suizid. |
|      | Rosa Goldstein                   | Kyllmannstraße 22      | 8. Juni 2005  | Rosa Fuchs kam am 18. November 1880 in Bromberg als Tochter des Kaufmanns Philipp Fuchs und seiner Frau Minna geborene Goldstein zur Welt. Sie zog nach Berlin und heiratete 1902 den Kaufmann Arthur Goldstein. Die Tochter Alice Rosalie kam am 2. Januar 1904 auf die Welt, aber starb bereits 1913. Nachdem das Paar lange Jahre in Charlottenburg in der Dahlmannstraße 11 gelebt hatte, zog es Anfang der 1930er Jahre nach Schlachtensee in die Viktoriastraße 32, da war Rosas Mann bereits Direktor. Um 1938 schließlich zogen sie nach Lichterfelde in die Kyllmannstraße 22. Von dort wurde Rosa Goldstein mit ihrem Mann am 28. März 1942 nach Piaski ins Ghetto deportiert, wo sie im April 1942 ermordet wurde. |
|      | Else Gottschalkson               | Baseler Straße 13      | 3. Juni 2021  | Else Gottschalkson kam am 9. September 1883 als Tochter von Julius Gottschalkson und seiner Frau Ulrike geborene Cohn im ostpreußischen Fischhausen (heute: Primorsk/Russland) zur Welt. Sie hatte neun Geschwister. Else Gottschalkson blieb ledig und arbeitete nach Angaben von Familienmitgliedern als Lehrerin. 1939 lebte Else in der Baseler Straße 13, dem Israelitischen Lehrerinnenheim. Spätestens mit der Räumung des Hauses im November 1941 musste sie in das Jüdische Krankenhaus im Wedding umziehen. Mit anderen Deportierten wurde Else Gottschalkson aus dem Jüdischen Krankenhaus in der Iranischen Straße 2 abgeholt. Sie wurde am 25. Januar 1942 im Alter von 59 Jahren nach Riga deportiert, auf der Deportationsliste wurde ihr Beruf mit Pflegerin angegeben. Mit dem sogenannten 10. Osttransport wurden 1000 Berliner Juden vom Bahnhof Grunewald nach Riga deportiert. Das Todesdatum von Else Gottschalkson ist unbekannt. Von ihren neun Geschwistern wurden mindestens sieben ermordet. |
|      | Kurt Grelling                    | Königsberger Straße 13 | 7. Sep. 2009  | |
|      | Margareta Grelling               | Königsberger Straße 13 | 7. Sep. 2009  | Margareta Alma Berger wurde am 10. Januar 1898 in Berlin in eine nichtjüdische Familie geboren. 1925 heiratete sie den jüdischen Mathematiker und Philosophen Kurt Grelling. 1937 flohen sie gemeinsam in die belgische Hauptstadt Brüssel. Nachdem Belgien im Rahmen des Westfeldzugs von Deutschland besetzt wurde, wurden beide festgenommen und zuerst in das Sammellager Drancy im besetzten Frankreich gebracht. Am 16. September 1942 wurden sie in das Lager Auschwitz deportiert. Ihr Ehemann verstarb im September 1942, der genaue Todeszeitpunkt Margareta Grellings ist nicht bekannt. |
|      | Laura Lea Gruber                 | Hortensienstraße 16    | 17. Sep. 2019 | Laura Lea Gruber wurde am 14. November 1876 im galizischen Lemberg in eine jüdische Familie geboren. Sie wurde Schneiderin und Putzmacherin und zog nach Berlin. Von 1913 bis 1942 lebte sie in der Hortensienstraße 16 in Berlin-Lichterfelde, SF III in einer Drei-Zimmer-Wohnung mit Balkon, Bad und WC. Sie blieb ledig und hatte keine Kinder. Seit 1919/20 bis mindestens 1939 lebte auch ihre jüngere Schwester Sofie Gruber in der Wohnung. Laura Lea Gruber führte von 1908 an ein Geschäft für Damenhüte und -mode, zunächst in der Markgrafenstraße 85a, ab 1913 in der Charlottenstraße 59 direkt am Gendarmenmarkt, ab Beginn der 1930er Jahre führte sie das Geschäft von ihrer Wohnung aus. 1942 hatte sie Elena Dietsch als Untermieterin. Am 10. Juli 1942 wurde Laura Lea Gruber nach Theresienstadt deportiert. Von dort wurde sie am 19. September 1942 mit 2000 weiteren Menschen nach Treblinka deportiert. Es ist kein Todesdatum überliefert. Ihre Schwester Sofie Gruber war bereits am 27. November 1941 von Berlin-Schöneberg nach Riga deportiert und am 30. November 1941 sofort nach ihrer Ankunft im Wald von Rumbula ermordet worden. |
|      | Max Habermann                    | Ostpreußendamm 51      | 7. Juli 2008  | |
|      | Kurt Hansen                      | Schöppinger Straße 2   | 22. Juli 2013 | Kurt Hansen kam am 4. November 1915 in Flensburg als Sohn des Steuermanns Hans Marius Hansen und seiner Frau Anna Maria geborene Fabian zur Welt. Er ging in den Öffentlichen Dienst und wurde Regierungsinspektor in Schleswig, bis er 1939 zum Militär einberufen wurde. Er kämpfte an der Ostfront und erlitt schwere Verletzungen durch Granatsplitter. Nach seiner Genesung diente er als Obergefreiter in der 22. Motorisierten Kompanie im Luftnachrichten-Versorgungs-Regiment in Zehlendorf. Dort lernte er Susanne und Hans Ellstaetter kennen, die mit einem kleinen Widerstandsnetz Hilfe für untergetauchte und mit der Deportation bedrohte Juden leisteten. Treffpunkt war eine leerstehende Wohnung in der Schöppinger Straße 2, die über einen Telefonanschluss verfügte. Hans Ellstaetter nutzte seine regelmäßigen dienstlichen Reisen nach Paris um Kassiber, Dokumente und Wertgegenstände verfolgter Juden zu schmuggeln. Er wurde denunziert und als Soldat an die Ostfront geschickt, wo er am 5. April 1942 bei Smolensk fiel. Susanne Ellstaetter und Kurt Hansen führten ihre Widerstandstätigkeit fort, bis der Verfolgungsdruck zunahm. Am 4. Oktober 1943 trafen sich beide in der konspirativen Wohnung, wo Kurt Hansen zuerst Susanne Ellstaetter und dann sich selbst erschoss. Die Gestapo versiegelte unmittelbar nach dem gemeinsamen Tod die Wohnung. Susanne Ellstaetters Leiche wurde an einer Friedhofsmauer in Gesundbrunnen verscharrt, eine Grabstelle war später nicht mehr aufzufinden. |
|      | Berta Heimannsohn                | Baseler Straße 27      | 1. Dez. 2005  | Bertha Lindemann kam am 24. Dezember 1893 in Neustadt / Westpreußen in einer jüdischen Familie zur Welt, sie hatte eine ältere Schwester Ida, mit der sie 1931 in Berlin zusammen in der Niebuhrstraße lebte. Bertha Lindemann lebte 1939 in der Johann-Georg Straße 6, wo auch der 31 Jahre ältere, verwitwete Kaufmann Julius Heimannsohn lebte. 1942 heirateten sie, zuvor mussten sie noch in ein Judenhaus nach Lichterfelde ziehen, in die Baseler Straße 27. Über das Altersheim Artilleriestraße 31 in Mitte wurde Bertha mit ihrem Mann am 14. September 1942 nach Theresienstadt deportiert. Ihr Mann starb dort am 3. Oktober 1942, Bertha wurde am 16. Mai 1944 in das KZ Auschwitz deportiert, und von dort wurde sie noch weiter deportiert, denn sie wurde am 24. Dezember 1944, ihrem 51. Geburtstag, im KZ Stutthof ermordet. Ihre Schwester Ida wählte am 29. September 1942 die Flucht in den Tod, für sie liegt ein Stolperstein vor dem Haus Joachim–Friedrich–Straße 13. |
|      | Julius Heimannsohn               | Baseler Straße 27      | 1. Dez. 2005  | Julius Heimannsohn kam am 27. Dezember 1862 in Pyritz/Pommern als Sohn des Ephraim Heimannsohn und seiner Frau Sophie geborene Wallach zur Welt. Er hatte zwei jüngere Schwestern, Alma (1866) und Martha (1867). Er wurde Kaufmann und zog nach Berlin. 1896 heiratete er Johanna Anna Gottberg und lebte mit ihr am Kurfürstendamm 132 a. Als seine Frau am 1. September 1933 starb, zog er in die Johann-Georg-Straße 6, wo auch Bertha Lindemann lebte. 1941 wurde ihm sein Grundbesitz entzogen, 1942 heiratete er Bertha Lindemann, die am 24. Dezember 1893 in Neustadt/Westpreußen geboren war. Julius Heimannsohn musste mit seiner Frau in die Baseler Straße 27 ziehen, ein Judenhaus, aus dem sie am 14. September 1942 über das Altersheim in der Artilleriestraße 31 in Mitte nach Theresienstadt deportiert wurden. Julius Heimannsohn starb dort am 3. Oktober 1942, angeblich an Darmkatarrh. Seine Frau erlitt noch weitere Deportationen in das KZ Auschwitz und in das KZ Stutthof, wo sie am 24. Dezember 1944, ihrem 51. Geburtstag, ermordet wurde. |
|      | Leonore Heinemann                | Hortensienstraße 9     | 10. Mai 2011  | Leonore Regine Heinemann kam am 1. Mai 1892 in Mannheim als Tochter des jüdischen Bankdirektors Elkan Heinemann und seiner Frau Charlotte geborene Bauer zur Welt. Sie hatte eine Schwester Ella, die 1891 geboren war und 1922 starb. Leonore wurde Sekretärin und meldete sich zu Beginn des Ersten Weltkriegs beim Roten Kreuz und arbeitete dort bis 1919. 1916 erhielt sie hierfür von Friedrich II., Großherzog von Baden, das badische Kriegsverdienstkreuz. Zwischen 1919 und 1928 arbeitete sie als Sekretärin des Biologen, Pädagogen und Autors Otto Schmeil. Nach dem Tod der Mutter 1928 war sie nicht mehr berufstätig. 1938 ließ sie sich in der Heidelberger Christuskirche evangelisch taufen. Im Dezember 1940 zog sie nach Berlin. Ab Dezember 1941 arbeitete Leonore Heinemann, vermutlich als Zwangsarbeiterin, bei Zeiss Ikon in Zehlendorf. Am 19. Januar 1942 wurde sie mit ihren Vermieterinnen Gertrud und Klara Silbermann nach Riga deportiert. Dort verstarb sie an einem unbekannten Zeitpunkt und an unbekannten Ursachen. |
|      | Hans Kaplan                      | Drakestraße 47         | 1. Dez. 2005  | Hans Kaplan wurde am 24. Januar 1920 in Berlin-Spandau geboren. Seine Eltern waren der Kaufmann Max Kaplan (geb. am 29. Juli 1879 in Tremessen; gest. am 29. März 1935 in Charlottenburg) und Karoline Marie Elsbeth Scheer (geb. am 27. September 1881 in Breslau; gest. am 29. März 1954 in Schöneberg), sie hatten am 1. Mai 1915 in Berlin-Steglitz geheiratet. Hans war von Beruf Schneider, bei der Volkszählung im Mai 1939 gab er zwei nichtjüdische Großeltern an, bekannte sich aber zur jüdischen Religion. Am 20. November 1941 hatte er Marlene Berger geheiratet und zusammen mit ihr wohnte er in Berlin-Charlottenburg in der Augsburger Straße 34, bis beide in das Haus in der Drakestraße 47 zwangseingewiesen wurden. Am 4. März 1943 wurde er gemeinsam mit seiner Frau und deren Bruder in das KZ Auschwitz deportiert. Hans wurde dort am 3. April 1943 ermordet. |
|      | Marlene Kaplan                   | Drakestraße 47         | 1. Dez. 2005  | Marlene Kaplan (geborene Berger) wurde am 24. Dezember 1920 als Tochter von Else Berger (ehem. Cohn, geborene Breslauer) in Berlin-Schöneberg geboren. Sie war seit dem 20. November 1941 mit Hans Kaplan verheiratet, mit dem sie zusammen in Berlin-Charlottenburg lebte, bis beide in das Haus in der Drakestraße 47 zwangseingewiesen wurden. Am 4. März 1943 wurde sie gemeinsam mit ihrem Mann und ihrem Bruder Frank Cohn in das KZ Auschwitz deportiert. Ihr Mann wurde dort am 3. April 1943 ermordet. Marlene Kaplans genaues Todesdatum ist unbekannt. |
|      | Betty Johanna Kierski            | Kommandantenstraße 9   | 26. Apr. 2014 | Bettina (Betty) Johanna Kierski kam am 26. Juli 1863 in Belgard/Pommern als Tochter des Kreisphysikus Maximilian Kierski und seiner Frau Helene geborene Kalischer zur Welt. Ihre Geschwister waren Regine (1858), Ignatz (1859), Elise (1861) und Anne (1869). Nach dem Tod des Vaters 1882 führte sie ihrer Mutter den Haushalt bis zu deren Tod 1904. Nach einer kurzfristigen Stellung als Hausdame zog sie zu ihrer älteren Schwester nach Berlin. Dort bewarb sie sich um Aufnahme in das Rother-Stift. Dieses gewährte ihr zwar eine kleine Rente, in das Haus in der Kommandantenstraße 9–12 konnte sie erst 1934 einziehen. Obwohl sie getaufte Christin war, musste sie aufgrund einer Intervention der NSDAP Steglitz ausziehen und als Untermieterin in die Neue Kantstraße 3 zu Moses ziehen. Am 26. September 1942 wählte sie dort die Flucht in den Tod, vermutlich weil ihre Deportation kurz bevorstand. |
|      | Marie von Kleist                 | Weddigenweg 70         | 10. Mai 2011  | Marie Baronin von Kleist (geborene Marie Wilhelmine Elise Baronesse von Grotthuss) wurde am 21. März 1874 in Wenden (im heutigen Lettland) als Tochter von Carl Baron von Grotthuss und Auguste von Grotthuss (geborene von Freymann) geboren. Sie war eines von 13 Kindern. Am 10. April 1901 heiratete sie den Juristen Baron Arthur von Kleist, mit welchem sie zwei Töchter hatte. Aufgrund der Oktoberrevolution in Russland 1917 flüchtete die Familie zuerst in das Kurland und später nach Berlin. Ihr Ehemann starb 1928. Marie von Kleist zog daraufhin in ein Baltisches Altersheim. Am 4. Mai 1944 wurde sie in die Heilstätte Wittenau eingewiesen. Am 14. Juni 1944 wurde sie in die Heil- und Pflegeanstalt Obrawalde eingewiesen, wo sie am 21. Juni 1944 ermordet wurde. |
|      | Madeleine Levin                  | Gütlingstraße 6        | 6. Juni 2019  | Madeleine Carlotta Sigismunda Antonia Levin kam am 10. März 1889 in Berlin als Tochter des Färbereibesitzers Georg Levin und seiner Frau Ludovika Eliza Margaretha geborene Lenz zur Welt. Ihre Schwester Alice Georgette Hannchen Susanne wurde 1898 geboren. Madeleine war evangelisch, ohne Berufsabschluss und blieb ledig. Sie verbrachte ihr ganzes Leben in Berlin. Zusammen mit ihrer Schwester Alice lebte sie zuerst in Schöneberg, dann alleine in der Stubenrauchstraße 6/7 in Lichterfelde. Am 18. September 1934 zog sie in die Gütlingstraße 6 zu ihrer Schwester Alice und deren Mann Arnold Gruhn. Dieser Wechsel hatte wohl den Grund, dass Madeleine Levin wegen einer geistigen Behinderung der Pflege ihres Schwagers, eines Bankbeamten, bedurfte. Ihm stand deshalb ein Pflegesatz von 75,- Reichsmark (seit 1930?) zu. Madeleine Levin wurde mit dem „36. Osttransport“ am 12. März 1943 von Moabit aus in einem Güterwagen nach Auschwitz gebracht. Sie hatte in der Transportliste die laufende Nr. 914. Der Zug kam dort am nächsten Tag an. Nach der „Selektion“ des Transports wurden nur 153 Männer und 65 Frauen als Häftlinge in das Lager aufgenommen, die übrigen 447 Menschen bald darauf in den Gaskammern des Lagers Birkenau getötet. Madeleine Levin ist dort sicher ebenfalls ermordet worden, offiziell gilt sie als verschollen. Da eine Wertschätzung ihres Hausstandes „erfolglos“ blieb, wurde von einer Räumung ihres Wohnraumes abgesehen. |
|      | Helene Levy                      | Potsdamer Straße 62    | 1. Dez. 2005  | Helene Sochaczewer kam am 15. September 1878 in Berlin als Tochter des Kaufmanns Isidor Sochaczewer und seiner Frau Pauline geborene Brock zur Welt. Sie hatte drei Schwestern und fünf Brüder. 1908 heiratete sie den Kaufmann Martin Levy, der 1877 in Thorn geboren war und dort ansässig war. Sie zogen nach Thorn, wo am 15. November 1908 die Tochter Dora Johanna geboren wurde, am 12. Juli 1911 folgte der Sohn Fritz und am 15. Juni 1917 der Sohn Martin. Am 13. August 1920 starb ihr Mann Martin in Berlin. Bis 1924 lebte Helene weiter in der Wohnung Trautenaustraße 20, dann zog sie nach Lichterfelde in die Potsdamer Straße 62 II. Wirtschaftlich war Helene Levy gut gestellt, sie hatte von ihren Eltern geerbt. 1927 starb die Tochter Dora Johanna an Hirnhautentzündung. Der Sohn Fritz absolvierte eine Banklehre und emigrierte über Prag 1938 in die USA, wo er sich Frederick nannte. Helene Levy wurde am 13. Januar 1942 mit ihrem Sohn Walter aus der Potsdamer Straße 62 nach Riga deportiert, ihr Todesdatum ist unbekannt. |
|      | Walter Levy                      | Potsdamer Straße 62    | 1. Dez. 2005  | Walter Levy kam am 15. Juni 1917 in Thorn als Sohn des Kaufmanns Martin Levy und seiner Frau Helene geborene Sochaczewer zur Welt. Er hatte eine ältere Schwester Dora Johanna, die 1908 geboren war und einen älteren Bruder Fritz (1911). Um 1920 zog die Familie nach Berlin in die Trautenaustraße 20, wo sein Vater Martin am 13. August 1920 starb. Ab 1924 wohnte die Familie in Lichterfelde, Potsdamer Straße 62 II. 1927 starb seine Schwester Dora Johanna an Gehirnhautentzündung, sein Bruder Fritz, der eine Banklehre absolviert hatte, emigrierte 1938 über Prag in die USA. Am 13. Januar 1942 wurde Walter Levy mit seiner Mutter Helene nach Riga deportiert, sein Todesdatum ist unbekannt. |
|      | Margarethe Lewinsohn             | Potsdamer Straße 63    | 23. Feb. 2019 | Margarethe Lewinsohn kam am 14. November 1875 in Berlin als Tochter eines jüdischen und eines nichtjüdischen Elternteils zur Welt. Bei der Volkszählung 1939 lebte sie in der Potsdamer Straße 63 in Lichterfelde. Sie war ledig, ihren Beruf kennen wir nicht. Sie musste noch in die Elisenstraße 24 nach Steglitz als Untermieterin zu Amalie Jolles ziehen. Von dort wurde sie am 2. April 1942 über den Güterbahnhof Moabit nach Warschau ins Ghetto deportiert. Auf der Deportationsliste trägt sie die Nummer 230 und wird als Arbeiterin bezeichnet. Das Datum ihres Todes ist unbekannt. |
|      | Wilhelm Liebenthal               | Baseler Straße 40      | 30. Apr. 2019 | Wilhelm Liebenthal wurde am 18. April 1881 in Strelitz (Alt)/Mecklenburg in eine jüdische Familie geboren. Er wurde Kaufmann und zog nach Berlin. Dort betrieb er mit einem Partner den Textilgroßhandel Liebenthal & Walter in der Bischofstraße. Er war nach eigenen Angaben glaubenslos. In der Baseler Straße 40 (ehemals Karlstraße 17) besaß er ein Haus, in dem er seit November 1924 auch selbst wohnte. Er war nie verheiratet, aber wahrscheinlich seit 1930 mit der Verkäuferin Gertrud Steffens, Kolberger Straße 2 in Berlin N 65 (Wedding), verlobt. Am 5. Mai 1938 wurde Wilhelm Liebenthal durch die Gestapo verhaftet und zum Polizeipräsidium Alexanderplatz gebracht. Bis zum 15. September 1938, dem Hauptverhandlungstermin, blieb er in Alt-Moabit in Untersuchungshaft. Wohl unter Zwang verkaufte er am 31. Januar 1939 sein Haus für 29.500,- RM an den Bäckermeister Hans Lang in Schöneberg. Der in bar zu zahlende Teil der Summe von 7.000,- RM wurde einbehalten, im September 1939 erhielt Wilhelm Liebenthal in zwei Raten nur 3.573,40 RM. Sein früheres Haus war inzwischen von Hans Lang an dessen Kollegen Alois Schlag für 30.000,- RM weiterveräußert worden. Ab dem 25. Januar 1942 wohnte Wilhelm Liebenthal für 45,- RM als Untermieter in der Courbièrestraße 1 in Berlin W 62 in einem „Leerzimmer, hochparterre rechts … bei der Jüdin Ella Lachs“. Er leistete damals Zwangsarbeit in der Maschinenfabrik E. Becker in der Roedernallee 8–14 in Reinickendorf. In der Nacht vom 18. auf den 19. November 1942 wurde er abgeholt und am 29. November 1942 über das Sammellager in der Großen Hamburger Straße 26 mit dem „23. Osttransport“ vom Güterbahnhof Moabit aus nach Auschwitz deportiert, wo er ermordet wurde. |
|      | Erna Loewe                       | Kyllmannstraße 22      | 16. Juli 2007 | Erna Schaefer kam am 28. Mai 1886 (und nicht 1899) in Myslowitz als Tochter des Kaufmanns Hugo Schaefer und seiner Frau Rosa geborene Guthmann zur Welt. Sie wurde Lehrerin für Höhere Schulen und legte die Prüfung vor dem Prüfungsamt Oppeln ab. Am 29. Mai 1909 heiratete sie in Loslau den Kaufmann Alfred Loewe. Ab 1910 lebten sie in Berlin, zuerst in der Großbeerenstraße 9, ab 1920 im Haus Kyllmannstraße 22, dessen Eigentümer Alfred Loewe war. Er war auch Eigentümer der Firma AM Loewe Wwe., eine Firma die er vermutlich von seiner Mutter geerbt hatte. Diese Firma handelte mit Landesprodukten engros. 1930 starb Alfred Loewe, seine Frau beerbte ihn und wurde als Eigentümerin des Grundstücks im Grundbuch eingetragen, auch führte sie die Firma AM Loewe Wwe. fort. Ab 1933 nahm sie Untermieter auf, ab 1938 den Abteilungsdirektor Arthur Goldstein mit seiner Frau Rosa. 1940 musste sie das Haus verkaufen an den Steindrucker Otto Henning, sie selbst wohnte aber weiter dort. Am 8. Mai 1942 heiratete sie in zweiter Ehe den Arzt Hans Knopf, geboren am 20. Februar 1882 in Breslau. Dieser war seit 1910 in Berlin als Kassenarzt tätig, zuletzt als Facharzt für Haut- und Geschlechtskrankheiten und als Urologe, seit 1939 als Krankenbehandler. Erna und Hans Knopf lebten in der Joachimsthaler Straße 12, wo sich auch die Praxis ihres Mannes befand. Hans Knopf wurde notdienstverpflichtet als Krankenbehandler im Gemeinschaftslager des Arbeitslagers Nr. 23 in Konin/Wartheland. Erna Knopf wurde am 30. Juni 1943 nach Theresienstadt deportiert, auf der Transportliste ist hinter ihrem Namen vermerkt: „Ehemann notdienstverpflichteter Krankenbehandler. Pflegerin“. Ihr Mann Hans wurde am 12. August 1943 im Zwangsarbeiterlager ermordet. Aus Theresienstadt wurde Erna Knopf am 15. Mai 1944 in das KZ Auschwitz deportiert. Am 16. Mai 1944 kamen dort neben vielen Männern 1736 Frauen an, die mit den Nummern A-15 bis A-999 und A-2000 bis A-2750 gekennzeichnet wurden. Alle Ankömmlinge wurden im Familienlager BIIb in Birkenau untergebracht. Erna Knopf wurde zu einem unbekannten Zeitpunkt ermordet. Die Inschrift des Stolpersteins ist unrichtig, was den Familiennamen, das Geburtsjahr und den Zeitpunkt und das Ziel der Deportation angeht. |
|      | Betty Ludwig                     | Gardeschützenweg 96    | 3. Juli 2003  | Betty Rosenbaum wurde am 25. Mai 1873 in Neuenburg in Westpreußen, Provinz Westpreußen (heute: Nowe, Woiwodschaft Kujawien-Pommern) als eines von sechs Kindern geboren, von denen zwei deportiert wurden, zwei noch vor Kriegsbeginn starben und eins emigrierte. Sie heiratete Paul Peritz Ludwig, die Töchter wurden in Gnesen geboren: am 2. Mai 1903 Elly und am 19. Mai 1905 Luise. Ungefähr seit 1925 lebte die Familie in Berlin in Lichterfelde, Steglitzer Straße 25 b (heute Gardeschützenweg 96). Paul Ludwig war Kaufmann, er handelte mit Damen- und Herrenbekleidung. 1939 lebte die Familie noch im Gardeschützenweg zusammen, bis am 3. Oktober 1942 Betty und Paul Ludwig nach Theresienstadt deportiert wurden. Die Töchter wurden am 19. Oktober 1942 zusammen nach Riga deportiert und am 22. Oktober 1942 ermordet. Betty Ludwig wurde am 14. Oktober 1942 in Theresienstadt ermordet, sie starb angeblich an einer Herzmuskelentartung, ihr Mann starb am 7. Dezember 1942. |
|      | Elly Ludwig                      | Gardeschützenweg 96    | 1. Dez. 2005  | Elly Ludwig kam am 2. Mai 1903 in Gnesen als Tochter des Kaufmanns Paul Peritz Ludwig und seiner Frau Betty geborene Rosenbaum zur Welt, sie hatte eine jüngere Schwester Luise. Mitte der 1920er Jahre zog die Familie nach Berlin, wo sie in Lichterfelde in der Steglitzer Straße 25 b wohnte (heute Gardeschützenweg 96). Elly blieb ledig und wohnte bis zu ihrer Deportation mit ihren Eltern und ihrer Schwester dort. Am 3. Oktober 1942 wurden zuerst ihre Eltern nach Theresienstadt deportiert und am 19. Oktober 1942 wurde Elly mit ihrer Schwester nach Riga deportiert, wo sie am 22. Oktober 1942 ermordet wurden. |
|      | Luise Ludwig                     | Gardeschützenweg 96    | 1. Dez. 2005  | Luise Ludwig kam am 19. Mai 1905 in Gnesen als Tochter des Kaufmanns Paul Peritz Ludwig und seiner Frau Betty geborene Rosenbaum zur Welt. Sie hatte eine ältere Schwester Elly. Mitte der 1920er Jahre zog die Familie nach Berlin und wohnte in Lichterfelde, Steglitzer Straße 25b (heute Gardeschützenweg 96). Luise blieb ledig und wohnte mit ihren Eltern und ihrer Schwester bis zu ihrer Deportation dort. Am 3. Oktober 1942 wurden zuerst ihre Eltern nach Theresienstadt deportiert und am 19. Oktober 1942 wurde Luise mit ihrer Schwester Elly nach Riga deportiert, wo sie am 22. Oktober 1942 ermordet wurden. |
|      | Paul Ludwig                      | Gardeschützenweg 96    | 1. Dez. 2005  | Paul Peritz Ludwig kam am 7. Dezember 1868 in Gnesen in einer jüdischen Familie zur Welt. Er heiratete Betty Rosenbaum, die Töchter wurden in Gnesen geboren: am 2. Mai 1903 Elly und am 19. Mai 1905 Luise. Etwa seit 1925 lebte die Familie in Lichterfelde Steglitzer Straße 25 b (heute Gardeschützenweg 96). Paul Ludwig war Kaufmann, er handelte mit Damen- und Herrenbekleidung. 1939 lebte die Familie noch im Gardeschützenweg zusammen, bis am 3. Oktober 1942 Betty und Paul Ludwig nach Theresienstadt deportiert wurden. Die Töchter wurden am 19. Oktober 1942 zusammen nach Riga deportiert und am 22. Oktober 1942 ermordet. Betty Ludwig wurde am 14. Oktober 1942 in Theresienstadt ermordet, sie starb angeblich an einer Herzmuskelentartung, Paul Ludwig starb am 7. Dezember 1942, angeblich an Darmkatarrh. |
|      | Marie Maetzig                    | Boothstraße 20C        | 3. Juli 2010  | Marie Anna Lyon kam am 22. August 1881 in Hamburg als Tochter des Kaufmanns Alfred Moritz Lyon und seiner Frau Anna Elisabeth geborene Rée zur Welt. Sie heiratete 1908 den Buchhändler Adolf Robert Maetzig, der Inhaber des Filmkopierwerkes FEKA in Berlin war. Marie war jüdischer Herkunft und evangelischen Glaubens. Am 25. Januar 1911 kam der Sohn Kurt auf die Welt, am 16. Juni 1914 die Tochter Irmgard. Marie Maetzig entzog sich der Deportation bis 1944, indem sie sich bei Freunden und Verwandten in verschiedenen Städten Deutschlands versteckte. Ihr nichtjüdischer Mann Robert lebte in der Boothstraße 20 c in Lichterfelde, die Ehe war allerdings 1935 bereits geschieden. Als sie keinen Ausweg mehr sah, nahm sie sich am 9. Februar 1944 mit Veronal das Leben. Ihr letzter Wohnort wird auf der Sterbeurkunde mit Prinzregentenstraße 9 angegeben, möglicherweise hielt sie sich vor ihrem Tod doch noch bei ihrem Mann auf. Sie wurde sterbend in das für Juden nicht erlaubte Westend-Krankenhaus gebracht und ohne die erforderlichen Papiere auf dem für Juden ebenfalls nicht erlaubten Friedhof in Stahnsdorf beigesetzt, dafür sorgte ihr Sohn Kurt und andere ihr wohlgesinnte Personen. Kurt Maetzig wurde ein bekannter Regisseur, der im Gedenken an seine Mutter 1947 den Film Ehe im Schatten drehte. |
|      | Elfriede Messow                  | Finckensteinallee 90   | 25. Juni 2015 | Elfriede Schüller wurde am 12. Dezember 1872 in Zabrze, Provinz Oberschlesien (heute: Zabrze, Woiwodschaft Schlesien) als Tochter des Gastwirts Heinrich Schüller und seiner Ehefrau Lina geborene Eisner geboren, ihre Schwester hieß Gertrud und wurde am 28. Dezember 1874 geboren. Elfriede heiratete den Kaufmann Paul Messow, sie wohnte mit ihrem Mann in Plauen. Am 16. Mai 1902 wurde ihr Sohn Hans Erich geboren, der bereits im Juli 1902 verstarb. Ihre Schwester Gertrud starb 1932 in Nürnberg, 1939 starb ihr Mann, danach wohnte sie mit ihrem Schwager, dem Chemiker Albert Friedländer und dessen Tochter Jula Therese, in der Finckensteinallee 90. Von dort wurden sie zusammen am 29. Oktober 1941 nach Litzmannstadt deportiert. Ihr Schwager starb dort am 20. Februar 1942, Elfriede Messow und ihre Nichte Jula Therese wurden am 4. Mai 1942 in das Vernichtungslager Kulmhof gebracht, in welchem beide verstarben. |
|      | Paul Meyerheim                   | Curtiusstraße 108      | 3. Juli 2010  | Paul Werner Meyerheim kam am 18. Januar 1896 in Berlin als jüngstes Kind des Julius Jakob Meyerheim und dessen Frau Cäcilie geborene Nehab zur Welt. Er hatte vier ältere Brüder und drei ältere Schwestern. Er wurde Beamter und heiratete 1920 in Berlin Elisabeth Erna Weinberg. Am 16. Januar 1923 kam der Sohn Gerd Carl Julius auf die Welt, es folgte am 27. September 1925 Claus Dieter Jakob. Bis 1932 lebte die Familie in der Gneisenaustraße 99/100, dann zog sie nach Lichterfelde in die Curtiusstraße 108. Paul Meyerheim war seit 1933 im Zentralausschuss der Juden für Hilfe und Aufbau (ZAHA) tätig, ab 1934 war er Finanzdezernent der Reichsvereinigung der Juden. In dieser Funktion musste er u. a. nach Kopenhagen, Paris und Amsterdam fahren und mit dem JOINT verhandeln. Seine Frau Elisabeth (Lilli) gelangte mit den beiden Söhnen nach Kopenhagen, wo sie 1940 bei der Volkszählung erfasst wurden. Elisabeth Meyerheim starb 1974 in Dänemark. Paul Meyerheim blieb in Deutschland und wurde am 19. Mai 1943 zunächst nach Theresienstadt deportiert und dann weiter am 27. Oktober 1944 in das KZ Dachau, schließlich wurde er am 6. Februar 1945 im KZ Flossenbürg ermordet. |
|      | Agnes Michaelis                  | Kadettenweg 39         | 4. Juni 2019  | Agnes Betty Michaelis kam am 14. November 1862 in Berlin als Tochter des Gustav Michaelis und seiner Frau Maria zur Welt. Über ihren Lebensweg wissen wir fast nichts, sie wohnte zeitweise im Kadettenweg 39 (bis 1935 Sternstraße 20). Ihr letzter Aufenthaltsort war aber das Taubstummen- und Blindenheim in der Parkstraße 22 in Weißensee, da sie – jüdisch, ledig, deutsch – anscheinend pflegebedürftig wurde. Das Altenheim dort wurde auch als Durchgangsstation missbraucht, ehe es am 20. Oktober 1942 ganz geräumt wurde. Im Transport mit der Zugnummer „Da 514“ der Deutschen Reichsbahn wurde Agnes Michaelis am 14. September 1942 vom Güterbahnhof Moabit nach Theresienstadt deportiert, wo der Zug einen Tag später eintraf. Agnes Michaelis starb dort am 10. Februar 1943, angeblich an Altersschwäche. |
|      | Sara Michaelis                   | Drakestraße 47         | 1. Dez. 2005  | Sara Frankenstein kam am 22. Februar 1871 in Flatow/Westpreußen als Tochter des Sattlermeisters Moritz Frankenstein und seiner Frau Minna geborene Hirsch zur Welt. Sie zog nach Berlin und wurde Verkäuferin. 1913 heiratete sie den Kaufmann Max Michaelis, der 1855 geboren war. Das Paar wohnte in der Markgraf–Albrechtstraße 9 II, wo Max Michaelis auch seinen Reklameverlag betrieb. Nach 1920 starb Max, Sara Michaelis wohnte weiterhin dort bis 1933. Dann wurde sie bei der Volkszählung 1939 in der Drakestraße 47 in Lichterfelde erfasst. Von dort wurde sie am 10. September 1942 nach Theresienstadt deportiert, wo sie am 9. Oktober 1942 ermordet wurde. |
|      | Mathilde Moeller                 | Potsdamer Straße 62    | 1. Dez. 2005  | Mathilde Moeller wurde am 21. März 1890 in Danzig in eine jüdische Familie geboren. Ihre ältere Schwester war Tekla (1878). Die Schwestern zogen nach Kleinmachnow, Wendenmarken 41. Mathilde Moeller arbeitete als Hausangestellte. Nach 1939 mussten die Schwestern als Untermieterinnen zuerst zu Helene Levy in die Potsdamer Straße 62 ziehen und dann 1942 nach Tiergarten in die Thomasiusstraße zu Erber. Mathilde Moeller wurde mit ihrer Schwester Tekla am 25. Januar 1942 von Berlin nach Riga deportiert. Ihr Todesdatum ist nicht bekannt. Für Mathilde Moeller liegt ein weiterer Stolperstein in Kleinmachnow, Wendenmarken 41. |
|      | Thekla Moeller                   | Potsdamer Straße 62    | 1. Dez. 2005  | Thekla Möller wurde am 28. Dezember 1878 in Danzig (Gdańsk) in eine jüdische Familie geboren. Sie hatte eine jüngere Schwester Mathilde, die 1890 geboren wurde. Die Schwestern zogen nach Kleinmachnow, Wendenmarken 41. Thekla Moeller arbeitete als Fremdsprachenkorrespondentin und als kaufmännische Angestellte. Nach 1939 mussten die Schwestern als Untermieterinnen zuerst zu Helene Levy in die Potsdamer Straße 62 ziehen und dann 1942 nach Tiergarten in die Thomasiusstraße 14 zu Erber. Thekla Möller wurde mit ihrer Schwester Mathilde am 25. Januar 1942 von Berlin nach Riga deportiert. Ihr Todesdatum ist nicht bekannt. Für Thekla Moeller liegt ein weiterer Stolperstein in Kleinmachnow, Wendenmarken 41. |
|      | Otto Ludwig Martin Morgenstern   | Söhtstraße 2           | 1. Dez. 2005  | Otto Ludwig Martin Morgenstern wurde am 2. Februar 1860 in Magdeburg geboren. Er studierte Latein, Griechisch, Hebräisch, Deutsch, Geschichte und Evangelische Theologie. Von 1888 bis 1925 arbeitete er am Schiller-Gymnasium in Lichterfelde. Von 1920 bis 1930 war er Bezirksverordneter in Steglitz. Am 8. Juli 1942 wurde er nach Theresienstadt deportiert. Dort verstarb er am 28. November 1942, offiziell an Altersschwäche. |
|      | Wilhelm Nowak                    | Wismarer Straße 18A    | 8. Mai 2006   | Wilhelm Nowak wurde am 23. Januar 1922 in Weisdin als Sohn polnischer Eltern geboren. Er wurde am 8. März 1940 in das Außenlager Lichterfelde des KZ Sachsenhausen deportiert. Der Grund dafür ist nicht bekannt. Am 10. Juni 1944 gelang ihm mit einem weiteren Häftling die Flucht. Im Rahmen einer Suchaktion nach einem abgeschossenen britischen Piloten wurde Nowak wenige Tage später in der Nähe von Cottbus entdeckt. Da er während seiner Verhaftung angeblich einen Polizisten mit einem Messer verletzte, befahl Heinrich Himmler ohne ein ordentliches Gerichtsverfahren seine Hände Hinrichtung. Zuerst wurde er in das KZ Sachsenhausen gebracht, am 22. August 1944 wurde er zum Außenlager Lichterfelde gebracht. Am Abend wurde Nowak unter dem Kommando von August Höhn auf dem Appellplatz in Anwesenheit weiterer Häftlinge am Würgegalgen ermordet. |
|      | Ernst Perels                     | Weddigenweg 64         | 10. Mai 2011  | |
|      | Friedrich Justus Perels          | Viktoriastraße 4a      | 7. März 2009  | |
|      | Margarete Anna Prager            | Ringstraße 102D        | 1. Dez. 2005  | Anna Margarete Lucie Prager wurde am 14. Januar 1890 in Berlin geboren, ihr Vater war der Buchhändler Robert Louis (später Ludwig) Prager (geb. am 10. August 1844 und gest. am 30. Dezember 1918 in Berlin) und ihre Mutter Martha Prager (geb. List am 14. Dezember 1860 in Brandenburg an der Havel). Ihre Eltern haben am 23. Januar 1886 im Standesamt Schöneberg I geheiratet, ihre Schwester Gertrud Franziska Louise wurde am 27. Oktober 1886 und ihr Bruder Werner Ludwig Julius Siegfried am 20. Mai 1888 geboren. Die Familie wohnte zu der Zeit in der Lüneburger Straße 5 in Moabit, die Buchhandlung von Robert Prager befand sich in der Universitätsstraße 5 in Mitte. Martha Prager war später Eigentümerin des Hauses in der Ringstraße 102d, in welchem sie zusammen mit Margarete und Gertrud wohnte. Gertrud heiratete am 1. Juni 1939 nach Helsingör in Dänemark. Margarete war Stenotypistin und arbeitete zuletzt als Zwangsarbeiterin in einer Fabrik von Siemens-Halske. Am 1. März 1943 wurde sie nach Auschwitz deportiert, wo sie später zu Tode kam. Im Mai 1946 stellte ihre Schwester Gertrud Lundblad aus Dänemark über die Militärmission eine Suchanfrage zu ihr, die im Januar 1947 mit den Angaben zu ihrer Deportation beantwortet wurde. 1950 führte sie für die Wohnungseinrichtung ihrer Schwester Margarete und das Grundstück Ringstraße 102d mehrere Klagen auf Wiedergutmachung. |
|      | Robert Remak                     | Manteuffelstraße 22a   | 7. Sep. 2009  | |
|      | Adolf Rewald                     | Augustastraße 37       | 15. Mai 2006  | Adolf Rewald kam am 19. Februar 1867 als Sohn des Markus Rewald und seiner Frau Fanny geborene Herrmann zur Welt. Er zog nach Berlin und wurde selbständiger Immobilienmakler. 1893 heiratete er Tillie Herrmann. Die Kinder wurden geboren: Viola Dora 1894 und Edwin 1897. Nachdem die Familie zunächst am Kurfürstendamm gewohnt hatte, zog sie 1914 nach Lichterfelde, Adolf Rewald hatte dort Anfang des 20. Jahrhunderts zwei nebeneinanderliegende Häuser gekauft, Augustastraße 36 und 37, wo auch sein verwitweter Vater lebte. Die Tochter Viola Dora heiratete 1919 Frederick Dejong, deren Tochter Melitta Magdalena wurde 1920 geboren. Edwin heiratete 1925 Ella Elfriede Edith Conitzer, der Sohn Heiner wurde 1926 geboren, die Tochter Annette 1927. Die Ehe wurde geschieden, Edwin heiratete 1932 die nichtjüdische Charlotte Elisabeth Schwedt, die Tochter Katrin wurde 1934 geboren. Die Tochter Viola emigrierte mit ihrer Familie, Charlotte und Tochter Katrin fuhren in die USA, um die Ausreise von Edgar vorzubereiten. Dies gelang nicht, die Ehe wurde geschieden und Edgar blieb in Deutschland. Adolf und Tillie Rewald mussten 1938 aus dem Haus Augustastraße 37 ausziehen und in die Rüdesheimer Straße 1 ziehen, später in die Sybelstraße 15. Von dort wurden sie am 12. Juni 1942 über das Sammellager Große Hamburger Straße nach Theresienstadt deportiert. Adolf Rewald starb am 7. September 1942, angeblich an einer Nierenbeckenentzündung. |
|      | Edwin Rewald                     | Augustastraße 37       | 15. Mai 2006  | Edwin Rewald kam am 31. Juli 1897 in Berlin als Sohn des Immobilienmaklers Adolf Rewald und seiner Frau Tillie geborene Herrmann zur Welt. Seine ältere Schwester Viola Dora war 1894 geboren. Nachdem die Familie zunächst am Kurfürstendamm gelebt hatte zog sie 1914 nach Lichterfelde in die Augustastraße 37 ins eigene Haus. Edwin wurde wie sein Vater Grundstücksmakler und heiratete 1925 Ella Elfriede Edith Conitzer. Die Kinder wurden geboren: 1926 Heiner und 1927 Annette. Dann wurde diese Ehe geschieden, Edwin Rewald heiratete 1932 die nichtjüdische Charlotte Elisabeth Schwedt. Die Tochter Katrin wurde 1934 geboren. Edith wanderte mit den Kindern Heiner und Annette nach Argentinien, Mar del Plata bzw. Buenos Aires aus. Charlotte reiste 1938 mit der Tochter Katrin in die USA um die Emigration von Edwin vorzubereiten. Sie erhielt Affidavits für alle drei, nur Edwin konnte sich nicht zur Ausreise entschließen. Die Ehe wurde geschieden, Edwin musste Zwangsarbeit leisten und versuchte unterzutauchen, so auch im Haus seiner Schwiegereltern im Zikadenweg 46 in Eichkamp. Er wurde verhaftet, seine letzte bekannte Anschrift war Gieselerstraße 23. Am 8. Januar 1944 wurde er im KZ Auschwitz ermordet. |
|      | Tillie Rewald                    | Augustastraße 37       | 15. Mai 2006  | Tillie Herrmann kam am 21. Januar 1868 in New York als Tochter des Isidor Herrmann und seiner Frau Rosalie geborene Herrmann zur Welt. 1893 heiratete sie in Berlin den Immobilienmakler Adolf Rewald, die Kinder wurden geboren: Viola Dora 1894 und Edgar 1897. Die Familie lebte zunächst am Kurfürstendamm, Anfang des 20. Jahrhunderts erwarb Adolf Rewald zwei Häuser in Lichterfelde, Augustastraße 36 und 37, so zog die Familie um 1914 in die Augustastraße 37. Die Tochter Viola Dora heiratete 1919 Frederick Dejong, die Tochter Melitta Magdalena wurde 1920 geboren. Edwin heiratete 1925 Ella Elfriede Edith Conitzer, der Sohn Heiner wurde 1926 geboren, die Tochter Annette 1927. Die Ehe wurde geschieden, Edwin heiratete 1932 die nichtjüdische Charlotte Elisabeth Schwedt, die Tochter Katrin wurde 1934 geboren. Die Tochter Viola emigrierte mit ihrer Familie, Charlotte und Tochter Katrin fuhren in die USA, um die Ausreise von Edgar vorzubereiten. Dies gelang nicht, die Ehe wurde geschieden und Edgar blieb in Deutschland. Tillie und Adolf Rewald mussten 1938 aus dem Haus Augustastraße 37 ausziehen und in die Rüdesheimer Straße 1 ziehen, später in die Sybelstraße 15. Von dort wurden sie am 12. Juni 1942 über das Sammellager Große Hamburger Straße nach Theresienstadt deportiert. Tillie Rewald wurde am 25. August 1942 in Theresienstadt ermordet, ihr Mann starb am 7. September 1942 angeblich an einer Nierenbeckenentzündung. |
|      | Betty Riehn                      | Kadettenweg 10         | 4. Juni 2019  | Betty Falkson kam am 5. Dezember 1882 in Zachau/Pommern in einer jüdischen Familie auf die Welt, sie hatte einen jüngeren Bruder Siegfried. Betty wurde Zuschneiderin und zog nach Berlin. Dort heiratete sie 1920 den nichtjüdischen Eisenhändler Artur Riehn, sie wohnten seitdem im Kadettenweg 10 (bis 1935 Sternstraße 32 in Groß-Lichterfelde). Betty Riehn war als Verkäuferin tätig, ihr Mann als kaufmännischer Angestellter. 1939 wohnte sie mit ihrem Mann noch im Kadettenweg, 1942 lebte sie in der Grolmannstraße 30/31 im jüdischen Pensionat Jaffe, wohin sie „mit Wirtschaftsgegenständen geflüchtet“ war. Am 12. Januar 1943 wurde sie vom Güterbahnhof Moabit nach Auschwitz deportiert. Sie hatte in der Transportliste die lfd. Nummer 662 und wurde bei ihrer Ankunft am 13. Januar 1943 als nicht arbeitsfähig eingeschätzt. Außer 127 Männern wurden alle Ankommenden, also auch Betty Riehn, in den alten Gaskammern („Bunkern“) von Birkenau getötet. Ihr Mann Artur Riehn ließ seine Ehefrau Betty Riehn 1947 für tot erklären. |
|      | Martha Rosenberg                 | Limonenstraße 11       | 10. Mai 2011  | Martha Ulrike Caro kam am 16. Juni 1867 in Berlin als Tochter des Samuel Caro und dessen Frau Rosalie geborene Hantke zur Welt. Sie heiratete den Geheimen Baurat Louis Leib Rosenberg, mit dem sie lange in der Güntzelstraße 48 in Wilmersdorf lebte. Das Ehepaar hatte zwei Töchter, Ellen (1891) und Käthe (1894). Ellen heiratete Carl Waldeck und bekam drei Kinder: Ida Ellen, Elfriede und Carl. Ihr Mann starb 1924. Käthe heiratete den nichtjüdischen Heinrich Karl Prein. Die Kinder wurden geboren: Friedrich Carl 1919 und Ernst Wolfgang 1922. Ihr Mann Heinrich Karl Prein starb 1925. Marthas Mann Louis Rosenberg war bereits 1924 gestorben, Martha zog zu ihrer verwitweten Tochter Ellen in deren Haus in die Limonenstraße. Ihre Tochter Ellen heiratete 1941 den Kunstmaler Leopold Carsch, der auch ins Haus zog. 1942 musste Ellen das Haus an einen SS-Offizier verkaufen. Martha Ulrike Rosenberg zog in die Rosenheimer Straße 27. Von dort wurde sie am 1. September 1942 mit dem „54. Alterstransport“ nach Theresienstadt deportiert, wo sie drei Wochen später am 21. September 1942 starb. Als Todesursache wurde, wie so häufig, „Darmkatarrh“ angegeben. |
|      | Anna Ruhemann                    | Potsdamer Straße 63    | 23. Feb. 2019 | Anna Ruhemann kam am 29. Dezember 1866 in Berlin als Tochter des Gustav Ruhemann und seiner Frau Pauline Franziska geborene Ruhemann zur Welt. Ihre Geschwister waren Wolff Felix, Emmy, Heinrich und Käthe. Sie wohnte bei der Volkszählung 1939 in der Potsdamer Straße 63 (bis 1933 Benzmannstraße) in Lichterfelde. Dann zog sie in die Elisenstraße 24 in Steglitz und kam im „1. Stock bei Schäfer“ unter. Sie war ledig und berufslos. Anna Ruhemann wurde am 3. Oktober 1942 mit dem „3. großen Alterstransport“ vom Bahnhof Grunewald aus in einem Güterwagen (Zugnummer „Da 523“) nach Theresienstadt transportiert, wo sie am 4. Oktober 1942 ankam. Am 5. Dezember 1942 starb sie an marasmus senilis, Altersschwäche. |
|      | Frieda Salomon                   | Lorenzstraße 12        | 21. Juni 2023 | Frieda Friedl Haas kam am 28. November 1899 in Meiningen als Tochter des Julius Haas und seiner Frau Jenny geborene Lindner zur Welt. Ihre Geschwister waren ein Bruder, der 1885 geboren und gestorben war, Martha (1888), Gretchen (1889) und Milly (1898). Ihrem Vater und dessen Bruder Arnold gehörte die „Liqueur und Essenzenfabrik Gebrüder Haas“. Auch die Familie der Mutter von Frieda besaß eine Essig- und Senffabrik. Frieda verlor ihren Vater schon im Alter von sieben Jahren. Die Mutter führte die Fabrik mit Arnold Haas weiter. Am 14. November 1929 heiratete Frieda den Handelsvertreter Theodor Salomon, der am 27. November 1889 in Berlin geboren war. Am 2. September 1930 kam Irene in Friedenau zur Welt. Die Familie lebte unter der Geschäftsadresse von Theodors Vater, Gustav Salomon, der mit pharmazeutischen Produkten handelte, und zwar in der Ringstraße 47 I, der heutigen Dickhardtstraße. Von 1935 bis 1939 lebten Frieda und Irene in Lichterfelde in der Lorenzstraße 12 wieder unter der Adresse des Familienunternehmens: G. Salomon, Kosmetische Artikel. Theodor lebte dagegen wohl nicht dauerhaft bei der Familie. Er war 1939 in Rostock gemeldet. Wann Frieda und Irene aus der Wohnung in Lichterfelde auszogen sind, ist nicht genau bekannt. Fest steht, dass die Familie ab etwa 1940 für einige Monate noch einmal zu dritt in Lichterfelde West zur Untermiete wohnte. Zuletzt wurden Irene und Frieda für wenige Monate in die Holsteinische Straße 42 in Wilmersdorf umgesiedelt. Theodor lebte zuletzt vermutlich als Zwangsarbeiter im Landwerk Neuendorf. Am 12. März 1943 wurden Frieda, Theodor und Irene mit dem 36. Osttransport nach Auschwitz deportiert und dort ermordet. |
|      | Irene Salomon                    | Lorenzstraße 12        | 21. Juni 2023 | Irene Salomon kam am 2. September 1930 in Friedenau als Tochter des Handelsvertreters Theodor Salomon und seiner Frau Frieda geborene Haas zur Welt. Sie lebte mindestens zwischen 1935 und 1939 in der Lorenzstraße 12. Ostern 1937 kam Irene in die 12. Volksschule, die heutige Grundschule unter den Kastanien in Lichterfelde Ost. Ab November 1938 durfte Irene nicht mehr die öffentliche Schule besuchen, ab Oktober 1939 ging sie auf die VIII. Private Volksschule der jüdische Gemeinde Berlin in der Joachimsthaler Straße und zwar in die 3. Klasse. Dort blieb sie bis zum 31. März 1940. Ihr Vater lebte nicht ständig bei ihr und ihrer Mutter, 1939 war er in Rostock gemeldet. Später hielt er sich in Neuendorf im Sande auf dem Landwerk auf. Kurzzeitig lebte Irene mit ihrer Mutter in der Marschnerstraße 8 bei Cohn, zuletzt mussten sie in die Holsteinische Straße 42 in Wilmersdorf ziehen. Von dort wurden Irene und ihre Mutter deportiert, ihr Vater war auch in dem Deportationszug, der am 12. März 1943 nach Auschwitz fuhr. Frieda und Irene wurden vermutlich sofort ermordet. |
|      | Theodor Salomon                  | Marschnerstraße 18     | 14. Okt. 2024 | |
|      | Beate Schlumberger               | Heimkehlenstraße 6     | 25. Juni 2015 | Beate Schlumberger kam am 8. November 1923 als Tochter des nichtjüdischen Chemikers Ernst Schlumberger und seiner Frau, der jüdischen Käthe geborene Zehden zur Welt. Die Familie lebte zunächst in der Mariendorfer Straße 2 im Eigenheim, später in der Heimkehlenstraße 6. Beate wurde von ihren Eltern in die Schweiz geschickt, als die Deportationen begannen. Ihre Mutter war eigens aus der jüdischen Gemeinde ausgetreten, um den Schutz der privilegierten Mischehe zu erhalten. Durch die Ausreise von Beate war dieser Schutz jedoch entfallen, so dass Beate zurück nach Lichterfelde gerufen wurde. Als sich auch hierdurch die Deportation von Käthe Schlumberger nicht mehr verhindern ließ, entschloss sich die Familie, gemeinsam die Flucht in den Tod anzutreten. Am 15. Mai 1943 nahmen sich Beate, Käthe und Ernst Schlumberger zusammen das Leben, Beate Schlumberger starb laut ihrer Sterbeurkunde durch eine große Schnittwunde an der linken Halsseite. |
|      | Ernst Schlumberger               | Heimkehlenstraße 6     | 25. Juni 2015 | Ernst Gustav Schlumberger kam 19. September 1887 in Lindau zur Welt. Nach dem Abitur studierte er Chemie an der Technischen Hochschule Karlsruhe. Er wurde promoviert und zog nach Berlin. Als Nichtjude heiratete er die jüdische Käthe Zehden. Sie wohnten zuerst an der Mariendorfer Straße 2 (heute Steglitzer Damm), später in der Heimkehlenstraße 6. Die Tochter Beate wurde am 8. November 1923 geboren. Ernst Schlumberger war als Patentanwalt tätig, er selbst hielt mehrere Patente, das letzte wurde 1942 veröffentlicht. Seine Frau Käthe trat am 23. Juni 1939 aus der jüdischen Gemeinde aus, wohl in der Hoffnung, damit den relativen Schutz der privilegierten Mischehe zu erlangen. Ernst und Käthe Schlumberger erreichten, dass ihre Tochter Beate Anfang der 1940er Jahre in die Schweiz reisen konnte. Damit entfiel aber der relative Schutz der privilegierten Mischehe, deswegen wurde Beate wieder nach Lichterfelde geholt. Als sich herausstellte, dass sich die Deportation von Käthe Schlumberger nicht mehr vermeiden ließ, entschied sich die Familie, gemeinsam die Flucht in den Tod anzutreten. Am 15. Mai 1943 nahmen sich Käthe, Ernst und Beate Schlumberger zusammen das Leben, Ernst Schlumberger starb laut seiner Sterbeurkunde durch einen Schuss in den Mund. |
|      | Käthe Schlumberger               | Heimkehlenstraße 6     | 25. Juni 2015 | Käthe Dora Zehden kam am 2. Mai 1895 in Stettin als jüngstes Kind des Max Zehden und seiner Frau Regina geborene Badt zur Welt. Sie hatte noch sieben Geschwister. 1922 heiratete sie den nichtjüdischen Chemiker Ernst Schlumberger. Die Tochter Beate wurde am 8. November 1923 geboren. Die Familie lebte zunächst in der Mariendorfer Straße 2 im Eigenheim, später in der Heimkehlenstraße 6. Ernst Schlumberger war als Patentanwalt tätig, auch hielt er mehrere eigene Patente. Käthe Schlumberger trat 1939 aus der jüdischen Gemeinde aus, vermutlich um den Schutz der privilegierten Mischehe zu erlangen. Die Tochter Beate konnte in die Schweiz ausreisen. Als sich herausstellte, dass dadurch der relative Schutz der privilegierten Mischehe entfiel, wurde Beate zurück nach Lichterfelde geholt. Jedoch ließ sich die anstehende Deportation von Käthe Schlumberger nicht mehr verhindern. Die Familie entschloss sich gemeinsam die Flucht in den Tod anzutreten. Am 15. Mai 1943 nahmen sich Käthe, Ernst und Beate Schlumberger zusammen das Leben, Käthe Schlumberger starb laut ihrer Sterbeurkunde durch eine große Schnittwunde an der linken Halsseite. |
|      | Alice Schönhof                   | Drakestraße 58         | 29. Juli 2005 | Alice Julie Schönhof kam am 19. März 1885 in Offenbach am Main (Hessen) als jüngste Tochter des Schuhwarenfabrikanten David Schönhof und seiner Frau Elise geborene Strauß zur Welt. Sie hatte zwei ältere Brüder: Julius (1868) und Otto (1870) und zwei ältere Schwestern: Ida Henriette Emma (1872) und Marie, die 1873 geboren war aber 1876 bereits starb. Erst bei der Volkszählung 1939 wird Alice Julie als Bewohnerin des Hauses Drakestraße 58 erfasst. Von dort wurde sie am 13. Juni 1942 in das KZ Sobibor deportiert. Auf der Deportationsliste steht, dass Alice Schönhof keinen Beruf hatte. Ihr Todesdatum ist nicht bekannt. |
|      | Hugo Schönfeld                   | Baseler Straße 27      | 1. Dez. 2005  | Hugo Schönfeld kam am 28. Mai 1876 in Rosenfelde/Westpreußen in einer jüdischen Familie zur Welt. Er hatte noch einen älteren Bruder Isidor. Hugo Schönfeld studierte in München Medizin und wurde über seine Arbeit: „Klinische Erfahrungen mit dem neuen Hymnoticum Hedonal“ promoviert. Nach Erhalt seiner Approbation übernahm er seine erste Praxis als Allgemeinpraktiker in Neukölln, Kaiser-Friedrich-Straße 213 (heute Sonnenallee). Er arbeitete im Ersten Weltkrieg als Seuchenarzt und erhielt das Eiserne Kreuz. 1918 übernahm er die Praxis von Sanitäts-Rat Weecke in Lichterfelde-West, Steglitzer Straße 33 (heute Gardeschützenweg). 1930 heiratete er die in der Viktoriastraße 3 wohnende nichtjüdische Frieda Klara Weber geborene Marx. Dort führte er seine Praxis weiter, bis ihm 1938 die Approbation entzogen wurde, er wurde aber als Krankenbehandler zugelassen. Später musste er in das Judenhaus Baseler Straße 27 ziehen. 1941 ließ sich seine Frau von ihm scheiden und nahm den Namen Weber wieder an. Am 3. Oktober 1942 wurde er mit dem „3. großen Alterstransport“ nach Theresienstadt deportiert. Er erlebte zwar noch die Befreiung des Lagers, starb aber an den Haftfolgen am 17. Juli 1945 in Theresienstadt. |
|      | Ruth Seefeldt                    | Schillerstraße 10A     | 25. Sep. 2006 | Ruth Seefeld (ohne t) kam am 15. Mai 1904 in Alt Kolzigow (Pommern) als Tochter des Gustav Seefeld und seiner Frau Hertha geborene Kutnewski zur Welt. Ihre Schwester Susanne war am 30. Januar 1900 geboren. 1922 erwarb ihre Mutter das Haus Schillerstraße 10a in Lichterfelde. Zuerst starb Ruths Vater, dann ihre Mutter, so dass Ruth und Susanne das Haus Schillerstraße 10 a erbten. Ihre Schwester Susanne hatte Max Cassel geheiratet, die Kinder Annelore und Salomon Kurt waren 1923 bzw. 1926 in Lauenburg/Pommern zur Welt gekommen. Alle Familienmitglieder zogen in das Haus Schillerstraße 10a, Susanne und Max Cassel emigrierten 1939 nach Argentinien, ihre Kinder blieben zurück in der Obhut ihrer Tante Ruth Seefeld. Für den Unterhalt der Kinder musste Ruth Seefeld öffentliche Unterstützung in Anspruch nehmen. Im Sommer 1941 gelang den Kindern Annelore und Kurt die Emigration nach Argentinien. Am 3. März 1943 wurde Ruth Seefeld im Rahmen der Fabrikaktion aus ihrer Wohnung Schillerstraße 10a mit dem 33. Osttransport in das KZ Auschwitz deportiert, ihr Todesdatum ist unbekannt. Aus diesem Transport konnten lediglich 200 Frauen dem Arbeitseinsatz zugeführt werden, es erscheint möglich, dass Ruth Seefeld zu ihnen gehörte. |
|      | Alex Seelig                      | Baseler Straße 27      | 1. Dez. 2005  | Alex Seelig wurde am 12. Oktober 1865 in Schwedt an der Oder geboren. Ab 1918 war er Eigentümer des Hauses in der Baseler Straße 27. (Bis 1934: Karlstraße 110) Er war verheiratet mit Gertrud Seelig (geboren als Wolffenberg am 9. Februar 1872 in Gollnow, gestorben am 11. März 1941 in Lichterfelde), mit der er drei Kinder hatte (Siegfried Willy geb. 1898, Erna Eva Emma geb. 1902 und Hilde Clara geb. 1906). In seinem Haus lebten mehrere Untermieter und seit der Machtübernahme durch die Nationalsozialisten wurden immer wieder Juden vor ihrer Deportation in sein Haus umgesiedelt. Alex Seelig wurde am 11. September 1942 zuerst nach Theresienstadt und am 29. September 1942 in das Vernichtungslager Treblinka deportiert. Dort verstarb er zu unbekanntem Zeitpunkt. Seine beiden Kinder Willy Seelig und Hilde Wahl (verheiratet seit 1930 mit Fritz Wahl, geboren am 25. Juni 1895 in Berlin, gestorben am 29. November 1943 im Internierungslager Ferramonti di Tarsia) überlebten den Holocaust durch rechtzeitige Flucht ins Ausland, Hilde konnte am 9. Mai 1940 nach China auswandern. Beide führten in den Jahren 1950 und 1955 aus Israel mehrere Klagen auf Wiedergutmachung für das geraubte Vermögen und Grundstück Baseler Straße 27 ihres Vaters Alex Seelig. |
|      | Ruth Seelig                      | Baseler Straße 18      | 30. Apr. 2019 | Ruth Seelig kam am 9. September 1920 in Bromberg als Tochter des Max Seelig und seiner Frau Doris geborene Markus zur Welt. Ihr älterer Bruder war Jürgen (1918), ihre Schwestern waren Gerda (1922), Margot (1924), Edith (1926) und Ursula (1928). 1938 wurde ihr Vater verhaftet und blieb bis 14. Dezember 1938 im KZ Sachsenhausen. Ruth Seelig zog nach Berlin, 1939 lebte sie in der Baseler Straße 13. Ihre Eltern und Geschwister wohnten zunächst weiter in Kolberg, bis die jüngsten Kinder Edith und Ursula am 12. Februar 1940 aus Stettin nach Piaski deportiert wurden. Vermutlich flüchtete dann die Familie nach Berlin in die Dragonerstraße 22, wohin nun auch Ruth zog. Sie musste Zwangsarbeit leisten bei der AEG Fernmeldek. und App.Fabrik Oberspree in Oberschöneweide. Der noch zu zahlende Lohn von 7,58 RM wurde in die Oberfinanzkasse eingezahlt und „verfiel damit dem Reich“. Am 3. Februar 1943 wurden die Eltern Max und Doris Seelig mit ihren Kindern Jürgen, Ruth, Gerda und Margot aus der Dragonerstraße 22 über das Sammellager in der Großen Hamburger Straße 26 in das KZ Auschwitz deportiert. Von keinem Familienmitglied ist ein Todestag bekannt. |
|      | Clara Silbermann                 | Hortensienstraße 9     | 5. Okt. 2011  | Clara Margarete Silbermann (es existieren auch andere Quellen mit Schreibweise Klara) wurde am 11. Dezember 1885 in Steinau, Provinz Schlesien (heute: Ścinawa, Woiwodschaft Niederschlesien) geboren. Sie lebte zusammen mit ihrer Schwester Gertrud Silbermann in der Hortensienstraße 9 in Lichterfelde. Am 19. Januar 1942 wurden sie gemeinsam nach Riga deportiert, wo beide verstarben. |
|      | Gertrud Silbermann               | Hortensienstraße 9     | 5. Okt. 2011  | Gertrud Berta Silbermann wurde am 12. Dezember 1887 in Steinau, Provinz Schlesien (heute: Ścinawa, Woiwodschaft Niederschlesien) geboren. Sie lebte zusammen mit ihrer Schwester Clara Silbermann in der Hortensienstraße 9 in Lichterfelde. Am 19. Januar 1942 wurden sie gemeinsam nach Riga deportiert, wo beide verstarben. |
|      | Berthold Silberstein             | Gardeschützenweg 51    | 3. Juli 2010  | Berthold Silberstein kam am 16. Juli 1885 in der Provinz Schlesien als Sohn des Gastwirts Abraham Silberstein und seiner Frau Johanna geborene Lomnitz zur Welt. Er war verheiratet mit seiner Frau Käthe geborene Wolff, mit der er zwei Kinder hatte, die 1925 geborene Hansi und der 1927 geborene Alfred. Die Kinder wanderten später nach Neuseeland aus. Das Schicksal der Kinder wurde in dem Buch Gelobtes Neuseeland. Fluchten bis ans Ende der Welt von Freya Klier wiedergegeben. Im Ersten Weltkrieg war Berthold Silberstein Soldat an der Front. Später war er Besitzer des Kaufhauses Boga. Das Kaufhaus war von Zerstörungen im Rahmen der Novemberpogrome 1938 betroffen. Ab Oktober 1942 wurde seine Familie in ein anderes Haus umgesiedelt und seine Frau und er mussten seitdem Zwangsarbeit leisten. Am 17. März 1943 wurden er und seine Frau nach Theresienstadt und am 12. Oktober 1944 weiter nach Auschwitz deportiert. Dort starben beide zu einem unbekannten Zeitpunkt. |
|      | Käthe Silberstein                | Gardeschützenweg 51    | 3. Juli 2010  | Käthe Wolff wurde am 28. Januar 1893 in der Provinz Westpreußen geboren. Sie heiratete den Kaufhausbesitzer Berthold Silberstein, mit dem sie zwei Kinder hatte, die 1925 geborene Hansi und den 1927 geborenen Alfred. Später wanderten die Kinder nach Neuseeland aus. Das Schicksal der Kinder wurde in dem Buch Gelobtes Neuseeland. Fluchten bis ans Ende der Welt von Freya Klier wiedergegeben. Das Kaufhaus ihres Mannes, das Kaufhaus Boga in der Nähe des Botanischen Gartens in Berlin war von Zerstörungen im Rahmen der Novemberpogrome 1938 betroffen. Im Oktober 1942 wurden sie und ihre Familie in ein anderes Haus umgesiedelt und mussten seitdem Zwangsarbeit leisten. Sie arbeitete daraufhin als Löterin in einem Kabelwerk. Im März 1943 wurden sie gemeinsam nach Theresienstadt und am 12. Oktober 1944 weiter nach Auschwitz deportiert. Dort starben beide zu einem unbekannten Zeitpunkt. |
|      | Hedwig Simon                     | Hindenburgdamm 11      | 16. Okt. 2014 | Hedwig Stettiner kam am 17. Oktober 1861 in Berlin als Tochter des Maklers Martin Stettiner und seiner Frau Mathilde geborene Schwarzschild auf die Welt. Sie hatte einen Bruder Richard, der ein bekannter Kunsthistoriker wurde, und eine Schwester Martha, die den Sohn des Reformrabbiners Abraham Geiger, Ludwig Geiger, einen Kunsthistoriker, heiratete. 1881 heiratete Hedwig den Justizrat Herman Veit Simon, einen Fachmann für Handelsrecht. Die Kinder wurden geboren: Heinz Heinrich (1883), Eva Anna (1884), Katharina Theresa (1887) und Martin Veit (1890). Beide Töchter waren taubstumm. Herman Veit Simon starb am 16. Juli 1914 während eines Kuraufenthaltes in der Schweiz. Die Tochter Katharina (Käthe) hatte 1912/1913 mit Unterstützung ihres Vaters in Gransee ein Obstgut, den Katharinenhof, gegründet und ihn fünfundzwanzig Jahre lang erfolgreich geleitet. Ihre Schwester Eva, die eine künstlerische Ausbildung in Rom erhalten hatte, wurde dort auch aufgenommen. 1938 musste Käthe den Hof unter seinem Wert verkaufen, sie zog mit ihrer Schwester Eva zu ihrer Mutter in die Gelfertstraße. Dann zogen alle drei zu dem Sohn und Bruder Heinrich in den Hindenburgdamm 11. Von dort wurde Hedwig Simon mit ihren Töchtern Käthe und Eva am 3. Oktober 1942 nach Theresienstadt deportiert. Hedwig Simon starb in Theresienstadt am 1. April 1943. Eva und Käthe wurden weiter in das KZ Auschwitz deportiert und dort ermordet. |
|      | Riekel Sittenfeld                | Baseler Straße 13      | 3. Juni 2021  | Riekel (Frieda) Herzberg kam am 12. Juni 1862 im oberschlesischen Przelaika bei Beuthen in einer jüdischen Familie zur Welt, ihre jüngere Schwester Rosalie wurde am 2. August 1867 geboren. 1884 heiratete Frieda den Kaufmann Max Sittenfeld. Aus der Ehe gingen vier Kinder hervor: der Sohn Willy Sittenfeld, geboren am 8. Januar 1886, starb am 15. Mai 1919 und wurde auf dem Jüdischen Friedhof Weißensee beigesetzt. Die Tochter Margarete, verheiratete Michelson, geboren am 5. September 1888, hatte zwei Töchter und emigrierte nach London. Die Tochter Hedwig wurde 1893 in Berlin geboren. Der Sohn Kurt Sittenfeld, geboren am 26. Mai 1897, emigrierte nach Quito in Ecuador und arbeitete dort als Dentist. Er war verheiratet, blieb aber kinderlos. Am 1. August 1936 starb Friedas Mann Max, mit dem sie zusammen in Friedenau in der Offenbacher Straße 27 gelebt hatte. Sie zog nun in das Israelitische Lehrerinnenheim in der Baseler Straße 13 in Lichterfelde. Sie hatte genug Mittel zur Bezahlung, außerdem wurde ihre Rente zur Bezahlung der monatlichen Miete in Höhe von 50 RM verwandt. Einen Beruf hatte Frieda Sittenfeld nicht erlernt, hat aber nach Aussage ihres Sohnes als Handarbeitslehrerin gearbeitet. Spätestens bei der Räumung des Hauses im November 1941 musste Frieda Sittenfeld in die Altersheimabteilung des Blinden- und Taubstummenheims in der Parkstraße 22 nach Pankow umziehen. Frieda Sittenfeld musste am 2. September 1942 ihre Vermögenserklärung unterschreiben und wurde am 8. September 1942 über das Sammellager in der Großen Hamburger Straße 26 mit dem „56. Alterstransport“ zusammen mit ihrer Schwester Rosalie nach Theresienstadt deportiert. Laut Sterbeurkunde starb sie dort am 8. Oktober 1942, angeblich an „Marasmus“. Ihre Schwester Rosalie starb dort wenig später am 10. November 1942. |
|      | Ernst Springer                   | Boothstraße 33         | 10. Juni 2009 | Ernst Gotthelf Springer wurde am 24. September 1860 in Berlin als Sohn des Verlagsbuchhändlers Julius Springer und seiner Ehefrau Marie Springer geboren. Zuerst war er als selbstständiger Rechtsanwalt tätig. Später war er in der Reichsschuldenverwaltung tätig. 1890 heiratete er Gertrud Müller. Sie starb bereits 1914 und wurde auf dem Friedhof in Lichterfelde beigesetzt. Nach der Machtübernahme durch die Nationalsozialisten verlor er 1935 seine Position. Am 5. März 1943 wurde er kurzzeitig von der Gestapo aus ungeklärten Gründen verhaftet. Am 24. August 1943 wurde sein Haus in der Boothstraße bei einem Luftangriff zerstört. Springer überlebte im Luftschutzkeller seines Nachbarn Manfred von Ardenne. Danach lebte er im Haus von seiner Tochter und ihrem Mann. Am 9. Januar 1944 sollte er deportiert werden, allerdings konnten seine Angehörigen des aufgrund seiner Erkrankung verhindern. Am 19. Januar 1944 wurde er von der Gestapo mit einem Krankenwagen in das Jüdische Krankenhaus gebracht, welches damals als ein „Zwischenlager“ bis zur Deportation missbraucht wurde. Am 10. März 1944 wurde er dann nach Theresienstadt gebracht. Am 2. Juni 1944 starb er dort unter ungeklärten Umständen. |
|      | Martha Stein                     | Baseler Straße 13      | 29. Juli 2005 | Martha Brilles wurde am 2. Juli 1861 in Treptow, Provinz Pommern (heute: Trzebiatów, Woiwodschaft Westpommern) in eine jüdische Familie geboren. Sie wurde Lehrerin, heiratete und nahm den Namen ihres Mannes „Stein“ an. Nach ihrer Pensionierung war sie verwitwet und wohnte bereits seit 1925 im israelitischen Lehrerinnenwohnheim in der Karlstraße 112a (heute: Baseler Straße 13). Kurz vor ihrer Deportation zog Martha Stein in das Jüdische Blinden- und Taubstummenheim in Berlin-Weißensee um. Von dort aus wurde sie zuerst in das Sammellager Große Hamburger Straße und von dort aus am 8. September 1942 zuerst nach Theresienstadt und am 29. September 1942 nach Treblinka deportiert. Dort wurde sie zu einem unbekannten Zeitpunkt ermordet. |
|      | Paula Tausk                      | Drakestraße 19         | 1. Dez. 2005  | Paula Tausk kam am 26. August 1875 in Murowana Goslin, Provinz Posen (von 1943 bis 1945: Goslin, heute: Murowana Goślina, Woiwodschaft Großpolen) in einer jüdischen Familie zur Welt. Sie blieb ledig und lebte seit 1934 in der Drakestraße 19, der Eintrag lautet, Tausk, P., Fräulein. Am 17. März 1943 wurde sie aus der Drakestraße 19 über die Sammelstelle Große Hamburger Straße nach Theresienstadt deportiert, wo sie ermordet und am 24. September 1943 eingeäschert wurde. |
|      | Ludwig Theomin                   | Gardeschützenweg 139   | 10. Mai 2011  | Ludwig Theomin kam am 28. November 1876 in Fraustadt, Provinz Posen (heute: Wschowa, Woiwodschaft Lebus) als Sohn von Fanny Theomin geborene Sarner auf die Welt. Er wurde Buchhändler und heiratete die nichtjüdische Julinka Seiffert. Am 14. März 1912 kam der Sohn Olaf in Breslau auf die Welt. Er arbeitete in der akademischen Buchhandlung des Versandhauses Bial & Freund in Breslau. Als diese 1917 nach Berlin umzog, folgte er mit seiner Familie. Er wurde Prokurist, bis er 1928 die Firma verließ. Von 1925 bis 1931 lebte er in der Kyllmannstraße 10 in Berlin-Lichterfelde, danach wohnte er im Gardeschützenweg 139 III. Am 30. September 1943 starb seine Frau. Sein Sohn Olaf soll im Widerstand gewesen sein, er war seit dem 24. April 1944 in Untersuchungshaft. Ludwig Theomin wurde am 4. Mai 1944 nach Theresienstadt deportiert. Er überlebte die Gefangenschaft. |
|      | Etta Ottilie Veit Simon          | Hindenburgdamm 11      | 16. Okt. 2014 | Etta Ottilie Veit Simon wurde am 29. August 1918 in Berlin als Tochter des jüdischen Rechtsanwalts Heinrich Veit Simon und seiner Frau Irmgard, geborene Gabriel geboren. Sie hatte noch fünf Geschwister: Harro Herman (geboren 1911), Ruth Agnes (geboren 1914), Ulla Phillipine (geboren 1915), Rolf Gabriel (geboren 1916), und Judith Leonore (geboren 1925). Die Familie lebte am Hindenburgdamm 11. Etta Ottilie hatte wohl, wie ihre Schwester Ruth Agnes, eine künstlerische Begabung. Sie musste aber mit ihrer Schwester Ruth Agnes Zwangsarbeit bei Zeiss-Ikon in Lichterfelde leisten. Sie wurde zusammen mit ihrer Schwester Ruth Agnes verhaftet, weil sie einen Fluchtversuch mit gefälschten Papieren plante. Ihr Vater Heinrich Veit Simon starb nach den Erinnerungen des Gefängnispfarrers Harald Poelchau am 18. Mai 1942 im Polizeigewahrsam, weil er für den Fluchtversuch verantwortlich gemacht wurde. Am 7. Juli 1942 wurden Ruth Agnes und Etta Ottilie mit dem 16. Transport nach Theresienstadt deportiert. Ruth Agnes starb dort am 26. Juli 1943, Etta Ottilie überlebte, sie soll in Theresienstadt an der Theatergruppe beteiligt gewesen sein. Ihr Bruder Rolf wurde in Holland, wohin er geflohen war, verhaftet, nach Auschwitz gebracht und dort ermordet. Die Geschwister Harro, Ulla und Judith konnten rechtzeitig emigrieren. Nach dem Ende des Zweiten Weltkriegs ging Etta in die USA, wo auch ihre Schwester Judith wohnte. Etta heiratete, wurde Mutter einer Tochter und hatte zwei Stiefkinder. Hochbetagt starb sie in Seattle. |
|      | Heinrich Veit Simon              | Hindenburgdamm 11      | 16. Okt. 2014 | Heinrich Veit Simon kam als Sohn des Justizrates Herman Veit Simon und seiner Frau Hedwig geborene Stettiner am 1. August 1883 in Berlin zur Welt. Er hatte drei jüngere Geschwister: Eva (geboren 1884), Katharina (geboren 1887) und Martin (geboren 1890); die beiden Schwestern waren taubstumm. Heinrich Veit Simon heiratete die Tochter eines Studienfreundes seines Vaters, Irmgard geborene Gabriel. Aus der Ehe gingen sechs Kinder hervor: Harro Hermann (geboren 1911), Ruth Agnes (geboren 1914), Ulla Phillipine (geboren 1915), Rolf Gabriel (geboren 1916), Etta Ottilie (geboren 1918) und Judith Leonore (geboren 1925). Heinrich Veit Simon hatte im Ersten Weltkrieg gekämpft, Jura studiert, er wurde promoviert und arbeitete als Rechtsanwalt in seiner Kanzlei am Pariser Platz 6. Seit 1919 war er für die Hochschule für die Wissenschaft des Judentums tätig, erst im Kuratorium, dann als Schatzmeister und ab 1930 als Vorsitzender. Sein Großvater, Karl Berthold Simon, gehörte zu den Mitbegründern der Hochschule, sein Vater war seit 1906 Vorsitzender des Kuratoriums gewesen. Heinrich Veit Simon konnte als „Frontkämpfer“ den Beruf des Rechtsanwalts bis 1938 ausüben; danach durfte er als „Konsulent“ nur noch Juden vertreten. Vermutlich im Rahmen der Novemberpogrome wurde er verhaftet und im KZ Sachsenhausen gefangen gehalten; am 2. Dezember 1938 wurde er wieder freigelassen. Seine Kinder Harro und Ulla konnten noch emigrieren; sein Sohn Rolf flüchtete in die Niederlande, wurde aber nach dem Einmarsch der Wehrmacht mit seiner Frau Sabine nach Auschwitz deportiert und ermordet. Die jüngste Tochter, Judith, gelangte mit einem Kindertransport nach England. Ruth und Etta sollten mit falschen Papieren ausreisen. Sie wurden jedoch denunziert und verhaftet, ihr Vater Heinrich Veit Simon wurde ebenfalls verhaftet und von der Gestapo am 18. Mai 1942 umgebracht. Nach einiger Zeit erhielt seine Frau eine Mitteilung von seinem Tod, sie könne ihren Mann im Sarg abholen, dürfe den Sarg aber nicht öffnen. Hedwig Veit Simon öffnete den Sarg dennoch und fand ihren Mann mit zertrümmertem Gesicht. Er wurde auf einem Friedhof in Wilmersdorf beigesetzt. |
|      | Ruth Agnes Veit Simon            | Hindenburgdamm 11      | 16. Okt. 2014 | Ruth Agnes Veit Simon wurde am 3. Januar 1914 in Berlin als Tochter des jüdischen Rechtsanwalts und Notars Heinrich Veit Simon und seiner nichtjüdischen Frau Irmgard, geborene Gabriel, geboren. Ruth hatte fünf Geschwister: Harro Herman (geboren 1911), Ulla Phillipine (geboren 1915), Rolf Gabriel (geboren 1916), Etta Ottilie (geboren 1918) und Judith Leonore (geboren 1925). Ruth besuchte die Auguste-Viktoria-Schule (das spätere Fichtenberg-Gymnasium) und bestand das Abitur 1932. Die Familie wohnte am Hindenburgdamm 11 in Lichterfelde. Ruth war künstlerisch begabt: Sie illustrierte Mitte der 1930er Jahre ein Kinderbuch. Ihr Vater konnte ab 1938 nur noch jüdische Mandanten als „Konsulent“ vertreten. Ruth und einige Familienmitglieder leisteten Zwangsarbeit bei Zeiss-Ikon in Zehlendorf. Ihr Vater Heinrich Veit Simon starb nach den Erinnerungen des Gefängnispfarrers Harald Poelchau am 18. Mai 1942 im Polizeigewahrsam; ein Fluchtversuch seiner Töchter mit falschen Papieren war gescheitert, und er wurde dafür verantwortlich gemacht. Am 7. Juli 1942 wurden Ruth Agnes und Etta Ottilie über das Sammellager Große Hamburger Straße 26 nach Theresienstadt deportiert. Ihre Großmutter Hedwig Simon und ihre Tanten Eva und Katharina Simon, die in der Dahlemer Gelfertstraße gewohnt hatten, folgten ihnen kurze Zeit später nach Theresienstadt. Ruth Veit Simon starb am 26. Juli 1943 in Theresienstadt. Sie war 29 Jahre alt. Ihre Schwester Etta überlebte Theresienstadt. Ein älterer Stolperstein für Ruth Veit Simon wurde in Steglitz in der Rothenburgstraße 18 verlegt. |
|      | Ella Weinberg                    | Drakestraße 53         | 29. Juli 2005 | Ella Weinberg kam am 25. November 1888 in Berlin als Tochter des Schneidermeisters Simon Leib Weinberg und seiner Frau Mathilde geborene Treuherz zur Welt. Sie blieb ledig und wurde Sekretärin, arbeitete aber auch als Stenotypistin. Sie wohnte seit 1914 in Lichterfelde in der Drakestraße 53. Am 25. September 1938 ließ sie sich von dem Vikar Weber, der ebenfalls jüdischer Herkunft war, in der Lichterfelder Johannesgemeinde evangelisch taufen. Aus der Drakestraße 53 wurde sie am 19. Januar 1942 nach Riga deportiert, das Datum ihres Todes ist unbekannt. Sie hinterließ ein Vermögen von etwa 28.000,-- RM, um das es langwierige Auseinandersetzungen zwischen Deutscher Bank und der Vermögensverwertungsstelle gab. |
|      | Betty Wiener                     | Karwendelstraße 25     | 18. Feb. 2022 | Betty Wiener kam am 2. Januar 1894 in Berlin als Tochter des Redakteurs Jacob Wiener und seiner zweiten Frau Franziska geborene Merzbach zur Welt. Aus der ersten Ehe ihres Vaters hatte Franziska drei Halbgeschwister: Hedwig (1882), Arthur Franz (1884) und Eva Erna (1885), deren Mutter war die 1890 verstorbene Schwester Betty von Franziska. Die Familie wohnte nach der Jahrhundertwende in der Promenadenstraße 10 in Lichterfelde-Ost in einer Villa zur Miete. Betty legte in Berlin an der 1. Städtischen Studienanstalt 1912 ihre Reifeprüfung ab und studierte an der Friedrich-Wilhelms-Universität Medizin. Dort bestand sie 1918 ihr Staatsexamen mit der Note „gut“. 1918 starb ihr Vater. 1919 schloss sie ihr Medizinstudium mit der Promotion in Freiburg bei Carl Noeggerath, einem Professor für Kinderheilkunde, ab. Bis zu ihrer Entfernung aus dem öffentlichen Dienst aufgrund des „Arierparagraphen“ arbeitete sie als Stadtschulärztin, und zwar als Assistenzärztin in der Säuglings- und Kleinkinderfürsorgestelle im Bezirk Prenzlauer Berg. Betty blieb ledig und lebte mit ihrer Mutter in der Promenadenstraße 10 bis beide 1930 in die Lichterfelder Mühlenstraße 20 (1936 umbenannt in Karwendelstraße 25) zogen. Nach dem Tod ihrer Mutter 1940 zog Betty Wiener in die Martin-Luther-Straße 89, vermutlich als Untermieterin zu dem jüdischen Arzt Ritter. Am 3. April 1942 wurde Betty Wiener in das Warschauer Getto deportiert und später weiter nach Trawniki, wo sie im Jahr 1942 ermordet wurde. |
|      | Franziska Wiener                 | Karwendelstraße 25     | 18. Feb. 2022 | Franziska Merzbach kam am 2. November 1852 in Posen als Tochter des Buchdruckers Louis Merzbach und seiner Frau Cäcilie geborene Toeplitz auf die Welt. Ihre Geschwister waren Betty (1859), Sophie (1867), Leontine (1861) und Bruno (1870). Ihre Schwester Betty heiratete 1881 den Redakteur Jacob Wiener, die Kinder kamen zur Welt: Hedwig (1882), Arthur Franz (1884) und Eva Erna (1885). Deren Mutter Betty starb 1890, der Witwer Jacob Wiener heiratete daraufhin 1893 die Schwester, Franziska Merzbach. Die Tochter Betty wurde am 2. Januar 1894 geboren. Die Familie lebte in Lichterfelde-Ost in einer Villa in der Promenadenstraße 10. Betty legte in der Kaiserzeit ihre Reifeprüfung ab, studierte Medizin, erwarb den Doktortitel und fand eine Anstellung als Kinderärztin im öffentlichen Dienst in Berlin. 1918 starb Franziskas Mann. Sie lebte bis 1930 weiter mit ihrer Tochter in der Villa in Lichterfelde zur Miete. Dann zogen beide in eine Wohnung in der Lichterfelder Mühlenstraße 20 (1936 umbenannt in Karwendelstraße 25). Betty wurde aus dem öffentlichen Dienst aufgrund des „Arierparagraphen“ entlassen. Franziska Wiener starb 1940 im Alter von 88 Jahren. Sie wurde auf dem jüdischen Friedhof in Berlin-Weißensee beigesetzt. |
|      | Josef Wirmer                     | Dürerstraße 17         | 16. Juli 2007 | |
|      | Ludwig Paul Wolf                 | Geraer Straße 43       | 19. Okt. 2023 | Ludwig Paul Wolf kam am 6. Mai 1876 in Dresden als Sohn des Herzoglich Meiningen’schen Kammerrats und Bankiers Alexander Alfred Wolf und seiner Frau Bertha Franziska Maria geborene Hahn zur Welt. Seine Geschwister waren Elsa (1874), Walter (1877 bis 1915), Bella Gertrud (1878 bis 1921) und Maria Margarete (1880). Paul studierte in München Medizin und wurde 1901 promoviert mit folgendem Thema: Die Amyloidkörperchen des Nervensystems. 1907 heiratete er Eva Emilie Katharina Bertha Köhler, das Paar wohnte in Rüdersdorf in der Landvilla Wolf, die Ehe blieb kinderlos. Paul Wolf war als Chirurg tätig und von 1910 bis 1933 Direktor des Rüdersdorfer Krankenhauses. Auch war er Kreistagsabgeordneter in Niederbarnim. 1929 erfolgte die Scheidung der Ehe von Paul und Eva Wolf. 1933 verkaufte Paul Wolf die Landvilla in Rüdersdorf und zog nach Berlin-Lichterfelde, in die später so benannte Geraer Straße 43. 1937 machte Paul Wolf sein Testament und ordnete an, dass der Bezirk Steglitz sein gesamtes Vermögen erben soll, mit der Maßgabe, die Erbschaft nach freiem Ermessen für die Jugend des Bezirks Steglitz zu verwenden. Paul Wolf erreichte mit einem Gerichtsverfahren, dass der Randvermerk auf seiner Geburtsurkunde über den Zwangsnamen „Israel“ gelöscht wurde, obwohl er bei der Volkszählung 1939 angegeben hatte, vier seiner Großeltern seien jüdischer Herkunft. Paul Wolf starb am 31. Oktober 1943 in Bergholz-Rehbrücke. Auf dem dortigen Friedhof ist seine geschiedene Frau Eva begraben, auf dem Grabstein steht auch der Name von Paul Wolf mit dem Zusatz: Mein lieber Mann Dr. med. Paul Wolf. In seinem Haus in der Geraer Straße 43 befindet sich heute das Kinder- und Jugendzentrum Dr. Wolf. Seine Schwester Elsa heiratete Heinrich Pechmann, wurde Chemikerin und starb 1944, seine Schwester Marga war Ärztin geworden und wurde am 17. Juni 1934 aus Stuttgart nach Theresienstadt deportiert und ermordet. |
|      | Eva Wolf                         | Geraer Straße 43       | 19. Okt. 2023 | Eva Emilie Katharina Bertha Köhler kam am 16. Januar 1882 in Berlin als Tochter des Arztes Rudolph Albrecht Köhler und seiner Frau Bertha Johanna Karoline geborene Schönemann zur Welt. Sie heiratete 1907 den Arzt Ludwig Paul Wolf und wohnte mit ihm in Rüdersdorf im Landhaus Wolf. Die Ehe blieb kinderlos. Ihr Mann war von 1910 bis 1933 Chefarzt des Krankenhauses Rüdersdorf. 1929 erfolgte die Scheidung der Ehe. 1933 verkaufte ihr Mann das Landhaus und zog nach Lichterfelde in die später so genannte Geraer Straße 43. Eva zog wohl nach Bergholz–Rehbrücke. Anfang der 1940er Jahre zog Paul Wolf vermutlich zu ihr, er starb in Bergholz-Rehbrücke am 31. Oktober 1943. Eva Wolf starb 1967. |
|      | Arthur Zerkowski                 | Rotdornweg 14          | 16. Juli 2007 | Arthur Zerkowski kam am 9. September 1878 in Breslau/Schlesien als Sohn des Moritz Zerkowski und seiner Frau Clara geborene Bromberg zur Welt, seine Schwester Johanna wurde 1886 geboren. Arthur wurde Schneider und arbeitete in Berlin von 1912 bis 1914 in einer Uniformschneiderei, 1916 eröffnet er eine Damen- und Herrenschneiderei am Kurfürstendamm 36, die 1925 ein Geschäft für Herren- und Damenmode GmbH wurde mit Sitz am Kurfürstendamm 17. Arthur Zerkowski hatte Gretchen Cussel geheiratet, deren Familie ebenfalls eine Schneiderei am Kurfürstendamm betrieb und 1930 eine Uniformfabrik. 1935 firmierte Arthur Zerkowski als Geschäftsinhaber. Das Ehepaar Zerkowski lebte seit 1934 in Lichterfelde im Rotdornweg 14 im eigenen Haus. Arthur Zerkowski wurde erstmals verhaftet und bis November 1938 im KZ Sachsenhausen interniert, das Geschäft am Kurfürstendamm 17 musste er verkaufen. Anfang 1940 arbeitete Arthur Zerkowski als Helfer im Krankenhaus. Im März 1941 mussten Arthur und Gretchen Zerkowski das Haus im Rotdornweg verkaufen und nach Charlottenburg in die Roscherstraße 7 ziehen. Am 28. März 1942 wurde Arthur Zerkowski mit seiner Frau Gretchen nach Piaski deportiert und zu einem unbekannten Zeitpunkt ermordet. |
|      | Gretchen Zerkowski               | Rotdornweg 14          | 16. Juli 2007 | Gretchen Cussel kam am 9. September 1878 in Celle als Tochter des Julius Joel Cussel und seiner Frau Agnes geborene Weinzweig zur Welt. Ihre Geschwister waren Emilie (1877), Hermann (1880), Alfred (1881) und Paula (1882). Gretchen heiratete den Schneider Arthur Zerkowski, der wie auch ihre eigene Familie am Kurfürstendamm eine Schneiderei betrieb. Die Ehe blieb kinderlos. Seit 1934 lebte das Ehepaar im Rotdornweg 14 im eigenen Haus. 1938 wurde ihr Mann erstmals verhaftet, kam aber im November 1938 wieder frei. Zunächst mussten sie das Geschäft am Kurfürstendamm verkaufen, ihr Mann arbeitete dann als Helfer im Krankenhaus. 1941 musste das Ehepaar das Haus im Rotdornweg 14 verkaufen und in die Roscherstraße 7 nach Charlottenburg ziehen. In ihrer Vermögenserklärung gab Gretchen Zerkowski Wäschefalterin und Korrespondentin als ihren Beruf an. Aus der Roscherstraße wurden Gretchen Zerkowski und ihr Mann am 28. März 1942 nach Piaski deportiert und dort zu einem unbekannten Zeitpunkt ermordet. Ein zweiter Stolperstein für Gretchen Zerkowski ist in Celle verlegt: |
|      | Ethel Yvonne Zobel               | Schillerstraße 10A     | 25. Sep. 2006 | Ethel Yvonne Zobel kam am 21. August 1927 in Berlin als Tochter des Kaufmanns Fritz Zobel und seiner Frau Grete geborene Adam zur Welt. Sie hatte eine jüngere Schwester Marion (1930). Die Familie lebte seit 1929 in Zehlendorf, Riemeisterstraße 117 EG. Ethel wurde in die 8. Volksschule, die Zinnowwaldschule, eingeschult. Seit dem 18. August 1939 besuchte sie die Klasse 6 einer Mittelschule, bis sie diese am 16. Februar 1942 verlassen musste. 1942 musste die Familie aus der Riemeisterstraße ausziehen und als Untermieter zu Ruth Seefeld nach Lichterfelde in die Schillerstraße 10 a ziehen. Von dort wurde die Familie am 3. März 1943 im Rahmen der Fabrikaktion in das KZ Auschwitz deportiert, wo Ethel zu einem unbekannten Zeitpunkt ermordet wurde. |
|      | Fritz Zobel                      | Schillerstraße 10A     | 25. Sep. 2006 | Fritz Eduard Zobel kam am 15. Oktober 1895 in Breslau als Sohn des Leo Zobel und seiner Frau Else geborene Bielschowsky zur Welt. Er wurde Kaufmann und heiratete 1922 in Berlin Margarete Gabriele Adam. Damals wohnte er mit seinen Eltern in Friedenau in der Stierstraße 15. Einige Zeit lebte das Paar in der Ritterstraße und zog dann 1929 nach Zehlendorf in die Riemeisterstraße 117 EG. Die Töchter wurden geboren: Ethel Yvonne 1927 und Marion 1930. Die Töchter besuchten beide die 8. Volksschule, die Zinnowwaldschule, Schlieffenstraße / Boelckestraße (heute Wilskistraße). 1942 musste Fritz Zobel mit seiner Familie aus der Riemeisterstraße 117 ausziehen und zu Ruth Seefeld in die Schillerstraße 10a parterre links als Untermieter ziehen. Am 3. März 1943 wurde Fritz Zobel mit seiner Familie und seiner Vermieterin Ruth Seefeld im Rahmen der Fabrikaktion in das KZ Auschwitz deportiert. Von keinem Familienmitglied ist ein Todesdatum bekannt |
|      | Margarete Gabriele Zobel         | Schillerstraße 10A     | 25. Sep. 2006 | Margarete (Grete) Gabriele Adam kam am 1. September 1898 in Berlin als Tochter des Heinrich Adam und seiner Frau Therese geborene Cohn auf die Welt, sie hatte noch zwei Geschwister. 1922 heiratete sie den Kaufmann Fritz Eduard Zobel. Nach einiger Zeit in der Ritterstraße zogen sie nach Zehlendorf in die Riemeisterstraße 117 EG. Die Töchter wurden geboren: Ethel Yvonne 1927 und Marion 1930. Diese besuchten beide die 8. Volksschule, die Zinnowwaldschule, Schlieffenstraße/Boelckestraße (heute Wilskistraße). 1942 musste Grete Zobel mit ihrer Familie aus der Riemeisterstraße 117 ausziehen und zu Ruth Seefeld in die Schillerstraße 10a parterre links als Untermieter ziehen. Am 3. März 1943 wurde Grete Zobel mit ihrer Familie und ihrer Vermieterin Ruth Seefeld im Rahmen der Fabrikaktion in das KZ Auschwitz deportiert. Von keinem Familienmitglied ist ein Todesdatum bekannt. |
|      | Marion Zobel                     | Schillerstraße 10A     | 25. Sep. 2006 | Marion Zobel kam am 30. Dezember 1930 in Berlin als Tochter des Kaufmanns Fritz Zobel und seiner Frau Grete geborene Adam zur Welt. Sie hatte eine ältere Schwester Ethel (1927). Die Familie lebte seit 1929 in Zehlendorf, Riemeisterstraße 117 EG. Ethel wurde in die 8. Volksschule, die Zinnowwaldschule, eingeschult. Seit Ostern 1937 besuchte sie die Volksschule, wechselte dann auf eine Oberschule, bis sie diese am 16. Februar 1942 verlassen musste. 1942 musste die Familie aus der Riemeisterstraße ausziehen und als Untermieter zu Ruth Seefeld nach Lichterfelde in die Schillerstraße 10 a ziehen. Von dort wurde die Familie am 3. März 1943 im Rahmen der Fabrikaktion in das KZ Auschwitz deportiert, wo Marion zu einem unbekannten Zeitpunkt ermordet wurde. |